# Wetzikon

Luftbild von Wetzikon in Richtung Pfäffikersee von Walter Mittelholzer (1931)

Wetzikon (zürichdeutsch Wetzike [ˈʋetsikχə]) ist eine Stadt und politische Gemeinde im Schweizer Kanton Zürich. Sie zählt 26'917 Einwohner.
Wetzikon liegt am Pfäffikersee und in unmittelbarer Nähe zur Berglandschaft des Zürcher Oberlandes, dem Tössbergland. Zusammen mit den früheren Zivilgemeinden Robenhausen, Kempten, Oberwetzikon, Unterwetzikon, Ettenhausen und Robank bildet Wetzikon die grösste Ortschaft im Bezirk Hinwil.
Die Stadt Wetzikon gliedert sich in die Zentrumszone, Wohnquartiere, Industriequartiere und angrenzende Naherholungsgebiete. Das kommerzielle Zentrum von Wetzikon liegt in Oberwetzikon rund um die reformierte Kirche (1895–1897). Das Zentrum Unterwetzikon mit dem Bahnhof ist im Verkehrsnetz des Zürcher Oberlandes eine wichtige Drehscheibe, welche die Busse der Verkehrsbetriebe Zürichsee und Oberland (VZO) mit der S-Bahn der SBB verbindet.
Mit über 1‘100 Unternehmen bzw. freiberuflich Tätigen und gegen 11‘000 Arbeitsplätzen ist Wetzikon eine treibende Wirtschaftskraft der Region. Zu den Top-Branchen gehören Unternehmen der Bereiche Mechanik, Maschinenbau und Apparatebau, Elektrotechnik, Elektronik, Logistik, Messewesen, Architektur und Design. Auch gilt Wetzikon mit der Kantonsschule Zürcher Oberland KZO und der Gewerblichen Berufsschule als regionaler Bildungsstandort. Als Zentrum der Gesundheitsversorgung Zürcher Oberland GZO versorgt Wetzikon die ganze Region.

## Wappen
Das Gemeindewappen von Wetzikon ist blasoniert als In Schwarz ein goldener Pfahl, belegt mit drei grünen Windlichtern mit roten Flammen.
Das Wappen stammt aus dem 16. Jahrhundert; die Farben schwarz und gelb gehen auf das Wappen der Freiherren von Wetzikon-Kempten zurück, die drei Ampeln sind offenbar eine Umgestaltung der drei Ringe im Wappen der Landenberger und symbolisieren «das ewige Licht des christlichen Glaubens».

## Geographie
Wetzikon befindet sich im Bezirk Hinwil. Den Pfäffikersee teilt Wetzikon mit den Gemeinden Seegräben und Pfäffikon ZH. Weitere Nachbargemeinden sind im Uhrzeigersinn Bäretswil, Hinwil, Gossau ZH und Mönchaltorf (Exklave Heusberg, mit gemeinsamer Grenze von knapp 500 m).

### Klima
Das Zürcher Oberland liegt im Grenzgebiet zwischen kalter und warmer Luft und mit abwechslungsreichem Klima. In Wetzikon ist es aufgrund der höheren Lage (535 m ü. M.) nicht ganz so warm wie am Zürichsee, dafür misst man zwischen Herbst und Frühjahr weniger Nebel als in den tieferen Lagen. Die wärmsten Monate sind zwischen Juni und August mit tagsüber durchschnittlich 23,5 °C und 13 Sonnenstunden, die kältesten Monate sind Dezember und Januar mit durchschnittlich 2,5 °C.

### Landschaft und Topografie
Im Norden grenzt Wetzikon an das Riet, ein weitläufiges Naherholungsgebiet, welches zum Pfäffikersee hinüberleitet. Im Süden verzahnt sich das Siedlungsgebiet mit einer weitläufigen Kulturlandschaft. Im Westen ist die Topografie aus charakteristischen Drumlins geformt, eiszeitlichen Formationen, die durch das Voranschreiten des Linthgletschers geschaffen wurden, und im Südosten stösst man auf voralpines Bergland der Appenzeller- und Glarner Alpen. In der historischen Entwicklung von Wetzikon entstanden die frühen Siedlungskerne an den Verkehrskreuzungspunkten: Kempten (römisch Campodunum) an der Verbindung Kempraten (Centum Prata) – Oberwinterthur (Vitudurum). Entlang der Bäche wurde im Zuge der frühen Industrialisierung die Wasserkraft als Energiequelle genutzt (vergleiche Industriegeschichte).

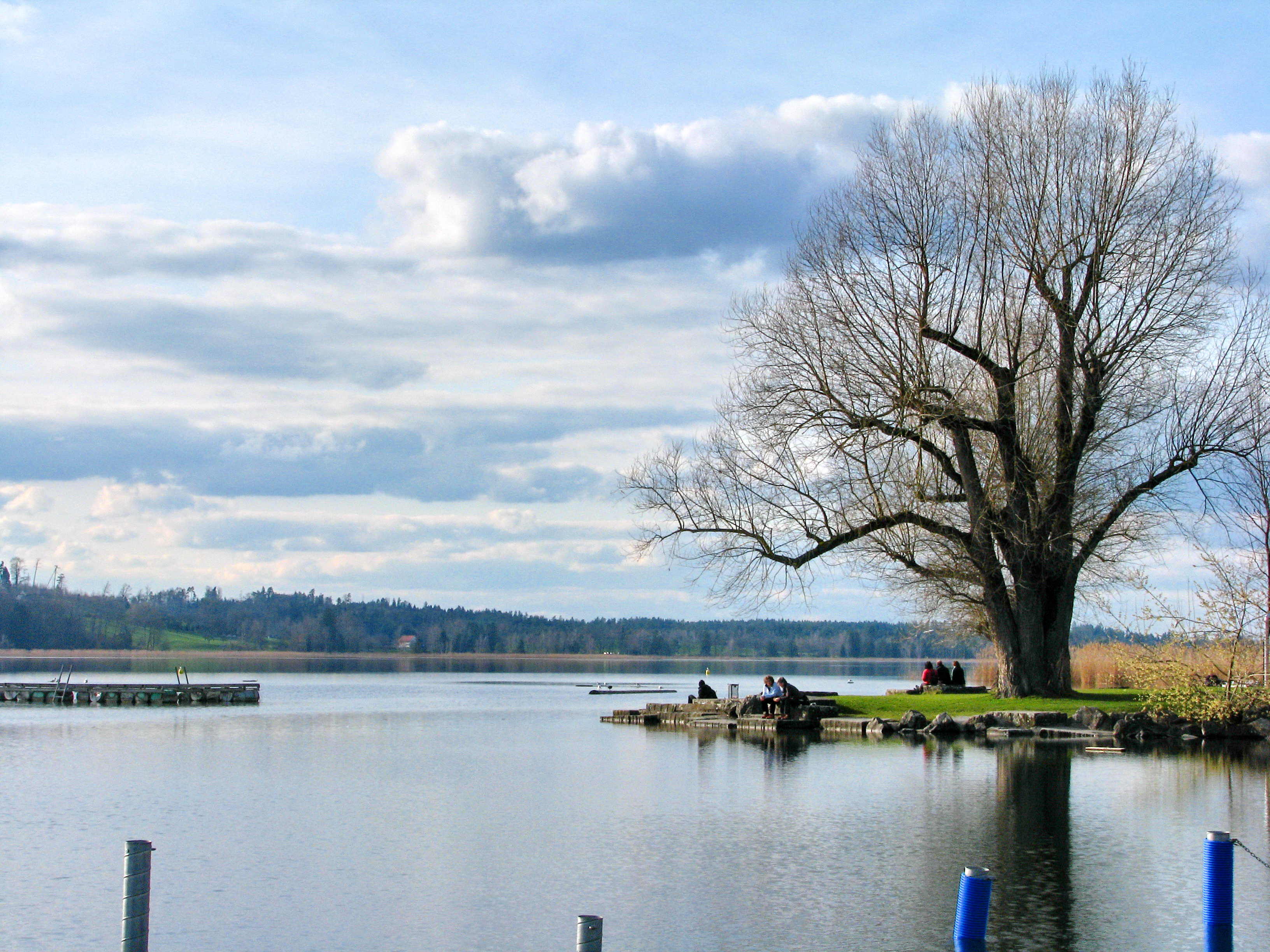
Strandbad Auslikon am Pfäffikersee

## Naturschutzgebiet

### Allgemein
Das Naturschutzgebiet liegt in der südlichen Ausstülpung des Gemeindegebiets Richtung Hinwiler Betzholz-Kreisel der Oberland-Autobahn A15 mit Verzweigung zur Forch-Autostrasse A52. Die geschützte Landschaft umfasst Drumlins, Moore mit Weihern, Wasser führenden Gräben und Bachläufen und Wälder im Winkel zwischen der Verzweigung der Bahnlinien nach Hinwil und nach Rüti-Rapperswil. Namentlich die Drumlinhügel Schwändi, Spitzholz, Jungholz und Hatsberg fallen in das Gebiet und die dazwischen liegenden Geländewannen mit den Mooren:

### Moore, Gewässer, Wälder
- Ambitzgiriet zwischen Unterwetziker Wald und dem Weiler Hellberg
- Böndlerriet, nördlich an das Ambitzgriet geschmiegt und westlich von zwei Drumlins begrenzt
- Schwändiriet entlang dem Mostbach Richtung Obrhöfler Riet
- Chliriet zwischen Hellberg und Bahndamm der Linie nach Rüti-Rapperswil
- Oberhöfler Riet an der südlichen Gemeindegrenze zu Hinwil

Einstmals waren die Rieder zu mächtigen Hochmooren entwickelt, die jahrhundertelang dem Torfabbau dienten. Einzigartige Bodenformen, glaziale Reliktbestände in der Vegetation mit Sumpfpflanzen, Wirbellosen und in der Fauna mit Insekten, Amphibien, Reptilien und Vögeln machen das Schutzgebiet zum Naturdenkmal von nationaler Bedeutung.

## Bevölkerung
In Wetzikon wohnten Ende 2020 25'038 Personen (Quelle: Statistisches Amt des Kantons Zürich, Kantonale Bevölkerungserhebung sowie Gemeindeporträt Kanton Zürich)
| Nationalität   | 2010   | 2011   | 2012   | 2013   | 2014   | 2015   | 2016   | 2017   | 2018   |
| -------------- | ------ | ------ | ------ | ------ | ------ | ------ | ------ | ------ | ------ |
| Schweiz        | 76,8 % | 76,5 % | 76,1 % | 76,7 % | 75,7 % | 75,3 % | 75,0 % | 74,8 % | 74,7 % |
| Italien        | 5,5 %  | 5,2 %  | 5,2 %  | 5,2 %  | 5,1 %  | 5,2 %  | 5,3 %  | 5,3 %  | 5,1 %  |
| Deutschland    | 3,9 %  | 3,9 %  | 4,2 %  | 4,2 %  | 4,0 %  | 3,8 %  | 3,9 %  | 3,8 %  | 3,8 %  |
| Portugal       | 2,4 %  | 2,6 %  | 2,9 %  | 3,0 %  | 3,2 %  | 3,3 %  | 3,3 %  | 3,1 %  | 3,3 %  |
| Kosovo         | 1,2 %  | 1,4 %  | 1,6 %  | 2,1 %  | 2,2 %  | 2,3 %  | 2,4 %  | 2,6 %  | 2,5 %  |
| Türkei         | 1,7 %  | 1,7 %  | 1,7 %  | 1,6 %  | 1,5 %  | 1,3 %  | 1,3 %  | 1,2 %  | 1,2 %  |
| Nordmazedonien | 1,1 %  | 1,1 %  | 1,2 %  | 1,1 %  | 1,2 %  | 1,2 %  | 1,3 %  | 1,3 %  | 1,2 %  |
| Serbien        | 1,8 %  | 1,7 %  | 1,5 %  | 1,1 %  | 1,0 %  | 0,9 %  | 0,9 %  | 0,9 %  | 0,8 %  |
| Österreich     |        |        | 0,7 %  | 0,7 %  | 0,7 %  | 0,7 %  | 0,7 %  | 0,7 %  | 0,7 %  |
| Spanien        |        |        | 0,7 %  | 0,7 %  | 0,7 %  | 0,7 %  | 0,6 %  | 0,6 %  | 0,7 %  |

Quelle: Gemeinde Wetzikon
| Bevölkerungsentwicklung der Stadt Wetzikon | Bevölkerungsentwicklung der Stadt Wetzikon | Bevölkerungsentwicklung der Stadt Wetzikon | Bevölkerungsentwicklung der Stadt Wetzikon | Bevölkerungsentwicklung der Stadt Wetzikon | Bevölkerungsentwicklung der Stadt Wetzikon | Bevölkerungsentwicklung der Stadt Wetzikon | Bevölkerungsentwicklung der Stadt Wetzikon | Bevölkerungsentwicklung der Stadt Wetzikon | Bevölkerungsentwicklung der Stadt Wetzikon | Bevölkerungsentwicklung der Stadt Wetzikon | Bevölkerungsentwicklung der Stadt Wetzikon | Bevölkerungsentwicklung der Stadt Wetzikon | Bevölkerungsentwicklung der Stadt Wetzikon | Bevölkerungsentwicklung der Stadt Wetzikon | Bevölkerungsentwicklung der Stadt Wetzikon | Bevölkerungsentwicklung der Stadt Wetzikon | Bevölkerungsentwicklung der Stadt Wetzikon | Bevölkerungsentwicklung der Stadt Wetzikon | Bevölkerungsentwicklung der Stadt Wetzikon | Bevölkerungsentwicklung der Stadt Wetzikon |
| ------------------------------------------ | ------------------------------------------ | ------------------------------------------ | ------------------------------------------ | ------------------------------------------ | ------------------------------------------ | ------------------------------------------ | ------------------------------------------ | ------------------------------------------ | ------------------------------------------ | ------------------------------------------ | ------------------------------------------ | ------------------------------------------ | ------------------------------------------ | ------------------------------------------ | ------------------------------------------ | ------------------------------------------ | ------------------------------------------ | ------------------------------------------ | ------------------------------------------ | ------------------------------------------ |
| Jahr                                       | 1850                                       | 1900                                       | 1930                                       | 1950                                       | 1970                                       | 1980                                       | 1990                                       | 2000                                       | 2005                                       | 2010                                       | 2011                                       | 2012                                       | 2013                                       | 2014                                       | 2015                                       | 2016                                       | 2017                                       | 2018                                       | 2019                                       | 2020                                       |
| Einwohner                                  | 3.364                                      | 5.690                                      | 6.904                                      | 8.017                                      | 13.469                                     | 15.750                                     | 16.798                                     | 18.079                                     | 19.313                                     | 22.081                                     | 22.636                                     | 23.254                                     | 23.659                                     | 23.887                                     | 24.373                                     | 24564                                      | 24.452                                     | 24.764                                     | 24.985                                     | 25.038                                     |

Quelle: Die Zahlen von 1970-2019 stammen vom Statistischen Amt des Kantons Zürich, Kantonale Bevölkerungserhebung, Gemeindeporträt

## Medien
Der Zürcher Oberländer ist die lokale Tageszeitung und amtliches Publikationsorgan für das Zürcher Oberland. Zusätzlich erscheint die Wochenzeitung «regio.ch», welche als Gratiszeitung in sämtliche Haushalte verteilt wird.

## Bildung
Wetzikon ist neben Uster  eine Bildungsstadt mit einem breiten Aus- und Weiterbildungsangebot für die ganze Region. Die 1955 gebaute Kantonsschule Zürcher Oberland (KZO) ist die erste Land-Mittelschule des Kantons, die 2013 rund 1400 Jugendliche in 50 Klassen in allen gymnasialen Fächern auf die Hochschulen oder Universitäten vorbereitet. Kantonal einen guten Ruf geniessen auch die Wirtschaftsschule KV Wetzikon sowie die Gewerbliche Berufsschule. Hinzu kommen über zwei Dutzend öffentliche und private Bildungsstätten, wie die Berufswahl- und Weiterbildungsschule BWS, die Freie Berufsschule Zürcher Oberland, die Rudolf Steiner Schule, die HBS Handels- und Bürofachschule, die Kunstschule Wetzikon und die Höhere Handelsschule.
Die 1958 gegründete Musikschule Zürcher Oberland (MZO), bis 1998 Jugendmusikschule Zürcher Oberland, ist in 16 Gemeinden des Zürcher Oberlands tätig und hat ihre Verwaltung in Wetzikon. Ca. 7000 Schülerinnen und Schüler, darunter auch Jugendliche und Erwachsene, werden von etwa 200 Lehrern unterrichtet (Stand 2014).

## Politik

### Stadtrat
In der Exekutive führen sieben nebenamtliche Mitglieder des Stadtrats in zwei Sitzungen pro Monat die Geschicke der viertgrössten Stadt (ohne Zürich und Winterthur) des Kantons Zürich.
Für die Amtsdauer 2022 bis 2026 setzt sich der Stadtrat wie folgt zusammen:
- Pascal Bassu (SP)
- Heinrich Vettiger (SVP)
- Jürg Schuler (FDP)
- Remo Vogel (Mitte)
- Sandra Elliscasis-Fasani (FDP)
- Stefan Lenz (FDP)
- Christine Walter Walder (Grüne)

Stadtpräsident ist Pascal Bassu (SP).

### Gemeindeparlament
- AL: 2
- Grüne: 5
- SP: 6
- GLP: 2
- EVP: 3
- Mitte: 2
- FDP: 6
- SVP: 8
- EDU: 2

Am 23. September 2012 wurde an der Urne mit einem Ja-Stimmen-Anteil von 57,56 %, bei einer Stimmbeteiligung von 39,97 %, die Einführung eines Gemeindeparlaments beschlossen. Gleichzeitig wurde die Zusammenlegung der Primarschulgemeinde mit der politischen Gemeinde gutgeheissen. Grundsätzlich wollte die Bevölkerung schon 1973 eine Gemeindeorganisation mit Grossem Gemeinderat, jedoch wurden konkrete Abstimmungsvorlagen vom Volk zwischen 1977 und 2009 sechsmal abgelehnt. Das zusätzliche Entscheidungs-Instrument der Urnenabstimmung wurde in Wetzikon 1954 eingeführt. Vorher wurden alle Beschlüsse vom Gemeinderat und der Gemeindeversammlung gefällt. Das Stimmvolk entschied sich an der Volksabstimmung vom 12. Februar 2017 für die Auflösung der Sekundarschulgemeinde Wetzikon-Seegräben und die Bildung einer Einheitsgemeinde.
Die ersten Wahlen fanden am 30. März 2014 statt, mit einer Wahlbeteiligung von 30,82 %. Elf Parteien und Gruppen schafften damals den Einzug ins erste Parlament.
Das Gemeindeparlament, der Grosse Gemeinderat, setzt sich folgendermassen zusammen (Stand 2022, für die Legislatur 2022–2026):

### Nationale Wahlen
Bei den Nationalratswahlen 2023 betrugen die Wähleranteile in Wetzikon: SVP 32,00 % (+1,63), SP 17,23 % (+3,42), Grüne 9,99 % (−4,86), FDP 9,94 % (−1,55), glp 9,38 % (−1,58), Mitte 8,15 % (+1,79), EVP 4,54 % (−0,91), EDU 4,26 (−0,18).

### Partnerstädte
- Mělník, Tschechien – seit 1991
- Badolato, Italien – seit 2010

## Wirtschaft
Wetzikon ist nach Uster der zweitgrösste Wirtschaftsstandort im Zürcher Oberland. In Wetzikon haben Wirtschaftsbetriebe wie Reichle & De-Massari, Kaba Schliesssysteme, Elma Electronic sowie die Bank Avera Genossenschaft ihren Sitz. Die Daimler AG versorgt über das Europäische Logistik-Center Wetzikon den schweizerischen Markt mit Ersatzteilen.
Zu den grössten Arbeitgebern gehören die Gesundheitsversorgung Zürcher Oberland GZO (Regionalspital, seit 2008 eine Aktiengesellschaft) mit 700 Mitarbeitenden, die Kantonsschule Zürcher Oberland KZO mit 170 Lehrkräften und das Krankenheim Sonnweid mit 280 Mitarbeitenden.

## Infrastruktur

### Verkehr
Öffentlicher Verkehr

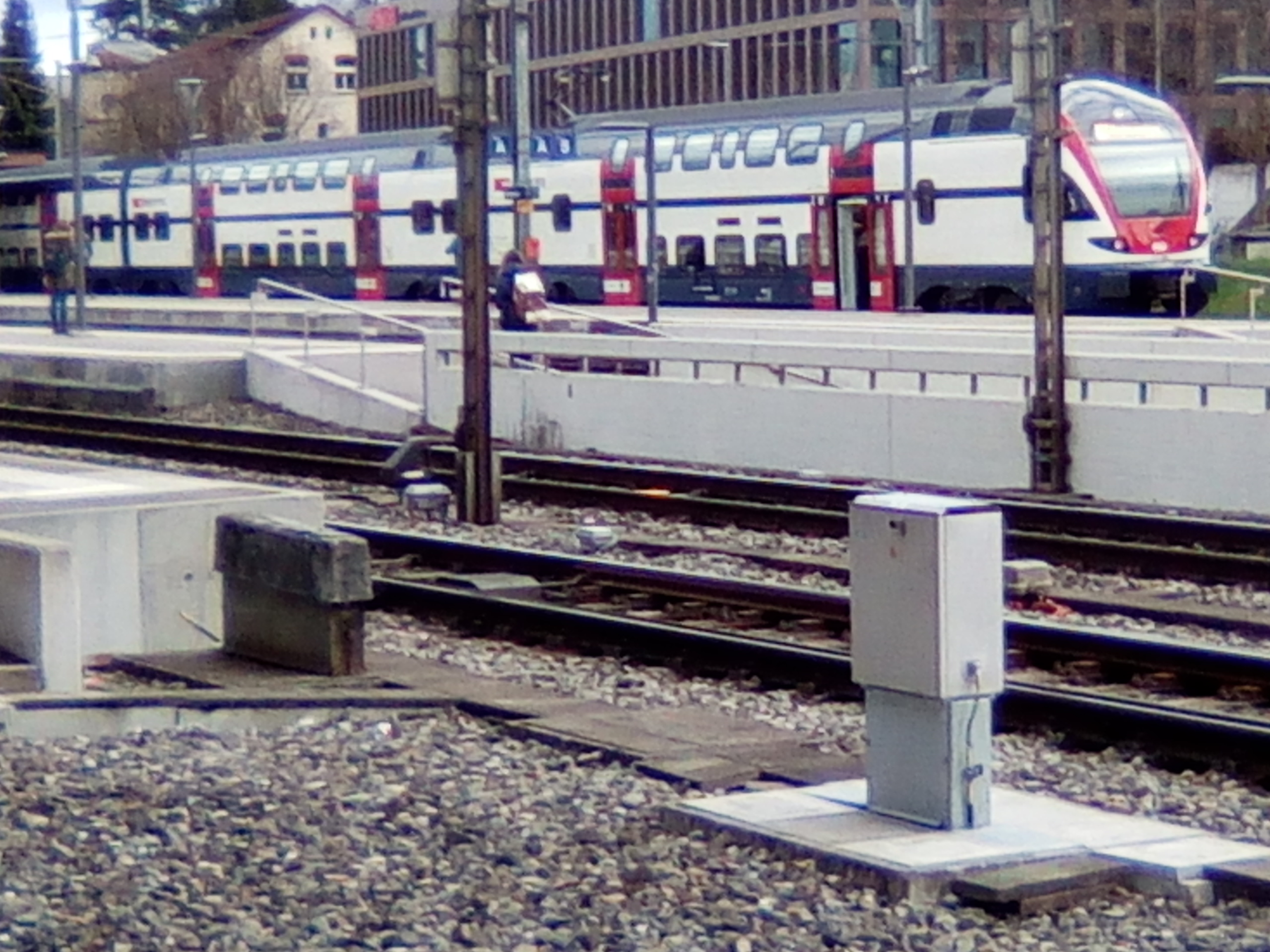
Wetzikon ZH Bahnhof: Vorne Gleise 1 und 2 / Zug nach Uster auf Gleis 5

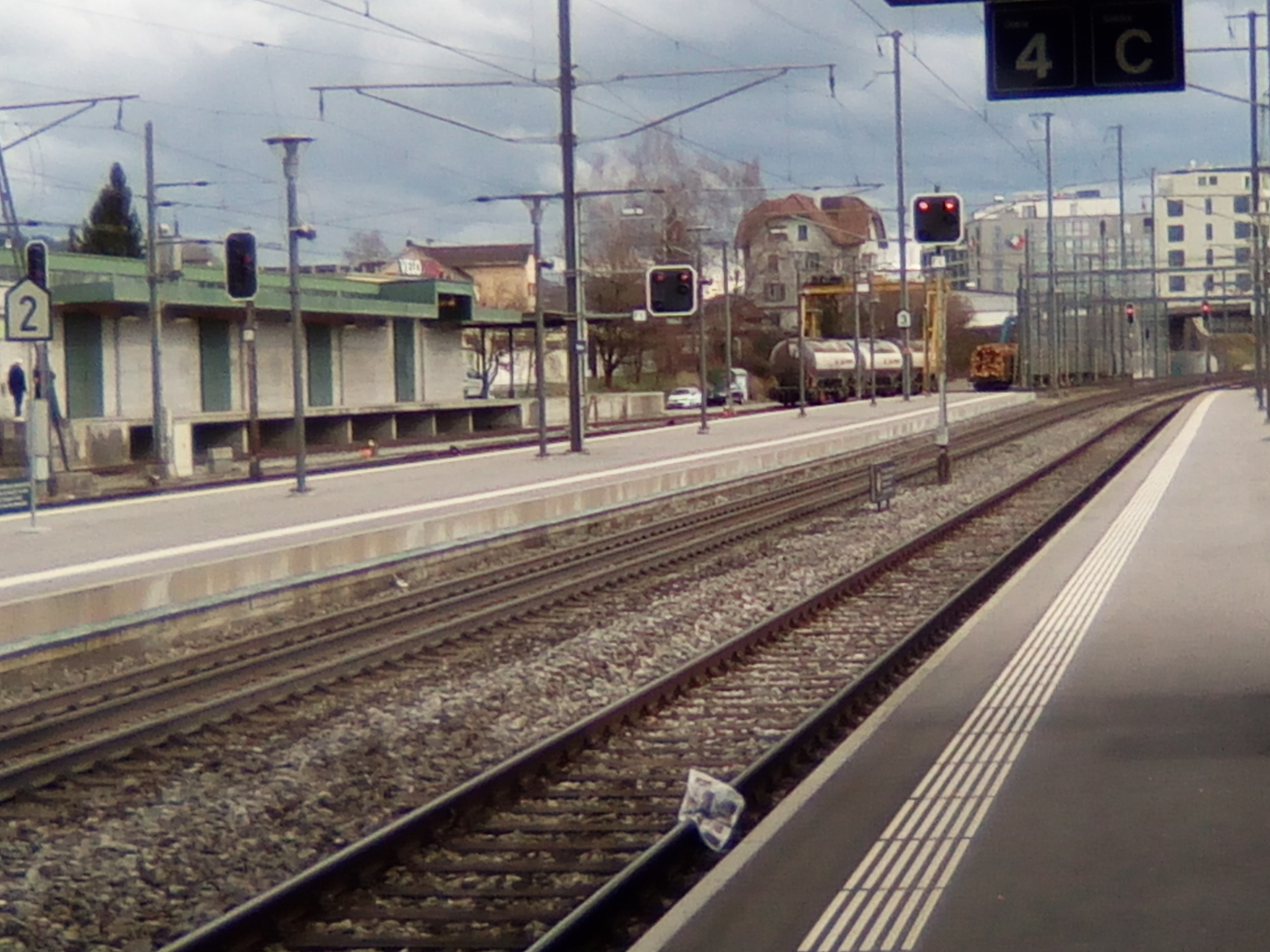
Wetzikon ZH Bahnhof: Ganz links Güterschuppen / Gehsteig zwischen Gleisen: links Gleis 3 nach Rapperswil und rechts Gleis 4 von Hinwil

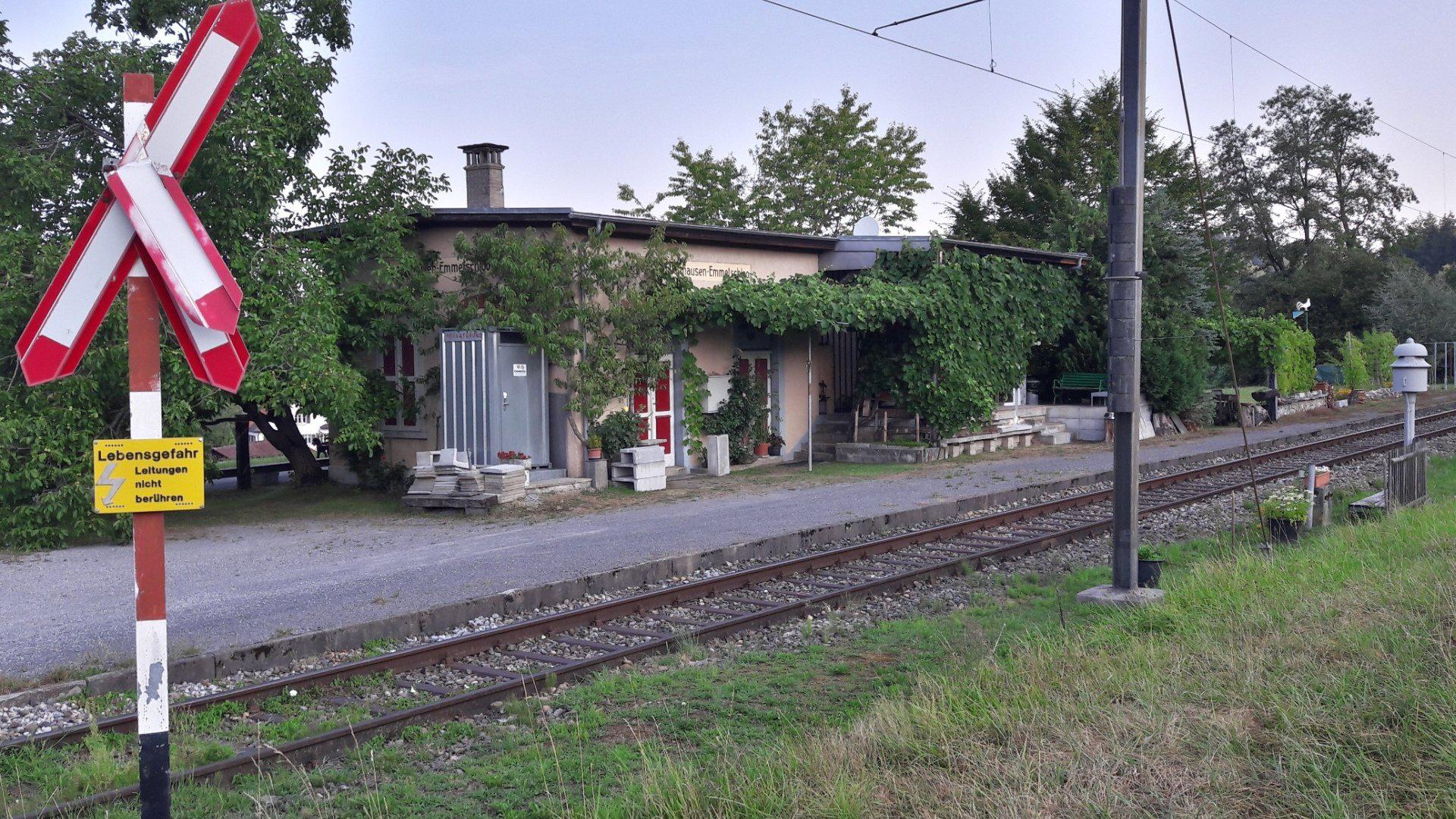
Haltestelle Ettenhausen-Emmetschloo der Uerikon-Bauma-Bahn liegt auf Gemeindegebiet (2018)

Wetzikon ist ein regionaler Verkehrsknotenpunkt, welcher die Busse der Verkehrsbetriebe Zürichsee und Oberland VZO mit der S-Bahn verbindet. Auf dem Stadtgebiet von Wetzikon befinden sich zwei Bahnhöfe: der Bahnhof Wetzikon und der Bahnhof Kempten. Es verkehren die folgenden S-Bahn Linien:
- S 3 (Bülach –) Hardbrücke – Zürich HB – Stadelhofen – Effretikon – Wetzikon
- S 5 Zug – Affoltern a. A. – Zürich HB – Uster – Pfäffikon SZ
- S 14 Affoltern a. A. – Altstetten – Zürich HB – Oerlikon – Wallisellen – Hinwil
- S 15 Rapperswil – Uster – Zürich HB – Oberglatt – Niederweningen
- SN5

Die S 5  und S 15  verbinden im Viertelstundentakt Wetzikon mit Zürich in nur 17 Minuten. Freitag- und Samstagnacht verkehrt stündlich die SN5 . Alle fünf Linien halten am Bahnhof Wetzikon. Am Bahnhof Kempten hält nur die S 3 .
Es existieren folgende Buslinien, die durch die VZO bedient werden:
- 850 Bahnhof Wetzikon – Kempten – Bäretswil – Adetswil – Bahnhof Bauma
- 851 Bahnhof Wetzikon – Kempten – Bäretswil – Adetswil
- 852 Bahnhof Wetzikon – Zentrum – Robenhausen – Bahnhof Wetzikon (Rundkurs)
- 853 Bahnhof Wetzikon – Robenhausen – Zentrum – Bahnhof Wetzikon (Rundkurs)
- 856 Bahnhof Wetzikon – Widum – Kastellstrasse
- 857 Bahnhof Wetzikon – Spital – Oberwetzikon – Zentrum
- 858 Bahnhof Wetzikon – Kempten – Auslikon – Hittnau
- 862 Bahnhof Wetzikon – Grüt – Gossau – Grüt – Bahnhof Wetzikon (Rundkurs)
- 867 Bahnhof Wetzikon – Grüt – Gossau – Grüningen – Oetwil am See
- 869 Bahnhof Wetzikon – Industrie Hinwil – Bahnhof Hinwil
- 883 Bahnhof Wetzikon – Hellberg – Herschmettlen – Bahnhof Bubikon

Daneben existieren folgende Buslinien, die durch die Postauto AG bedient werden:
- 859 Bahnhof Wetzikon – Kempten – Auslikon – Bahnhof Pfäffikon

Güterverkehr

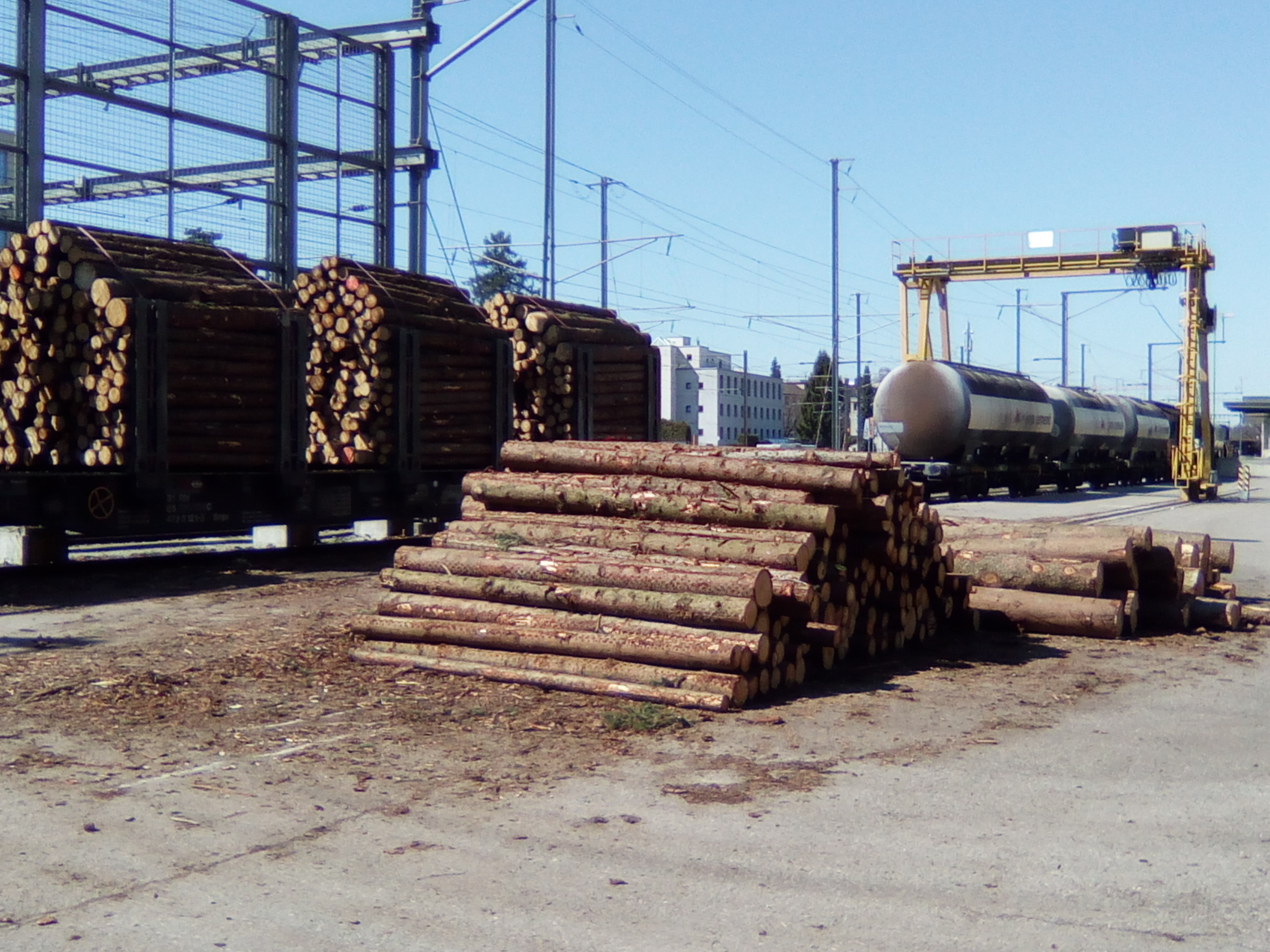
Wetzikon: Rundholz beim Verladen auf die Bahn

Der Bahn-Güterverkehr soll gefördert werden durch den Bau des Güter-Formationsbahnhof mit Freiverlad am Standort Wetzikon-Schöneich (Zeit-Horizont Jahr 2035).
Strassenverkehr
Die Stadt Wetzikon ist Knotenpunkt wichtiger Strassenverbindungen nach Zürich, Rapperswil und ins Zürcher Oberland. An Wetzikon vorbei führen, aus dem Aathal kommend, die Zürcherstrasse nach Hinwil und aus Pfäffikon ZH kommend die Pfäffikerstrasse. Die Autobahn ist nur wenige Autominuten entfernt. Die Städte Winterthur, St. Gallen sowie die Grenzen zu Deutschland sind über das dichte Nationalstrassennetz gut und schnell erreichbar.
Wetzikon soll mit der geplanten Schliessung der Lücke in der Oberlandautobahn zwischen Uster und Wetzikon künftig direkt ans Autobahnnetz angebunden werden. Die Stadt wird dann an einer direkten Autobahn-Verbindungsachse Deutschland-Italien via San Bernardino liegen.

### Stadtwerk
1889 war in Wetzikon eine private Wasserversorgungsgesellschaft gegründet worden, 1901 ein Gaswerk durch die bernische „Allgemeine Gas- und Industriegesellschaft“. Im gleichen Jahr 1901 belieferte die Wetziker Unternehmung „Gretler & Weber“ erste Stromkunden und das Wasserwerk wurde von der Gemeinde übernommen. 1915 wurden 357 Kunden mit Strom beliefert und zwei Jahre später kaufte die politische Gemeinde das Elektrizitätswerk; der Strompreis betrug 50 Rappen pro Kilowattstunde für Licht, für das Kochen maximal 10 Rappen pro Kilowattstunde. 1932 kaufte die Gemeinde auch das Gaswerk, 1974 wurde von Stadtgas auf Erdgas umgestellt. 2001 nannten sich die Werke noch Gemeindewerke Wetzikon, 2024 lautet der Name Stadtwerke Wetzikon.

## Religion

### Konfessionen
| Zugehörigkeit                        | 1990   | 2000   | 2010    | 2011    | 2012    | 2013    | 2014    | 2015    | 2016    | 2017    | 2018    |
| ------------------------------------ | ------ | ------ | ------- | ------- | ------- | ------- | ------- | ------- | ------- | ------- | ------- |
| Römisch-katholische Kirche           | 33,9 % | 32,7 % | 29,29 % | 28,96 % | 29,06 % | 29,05 % | 28,83 % | 28,72 % | 28,70 % | 27,88 % | 27,62 % |
| Evangelisch-reformierte Landeskirche | 50,4 % | 43,0 % | 34,21 % | 32,99 % | 31,90 % | 31,11 % | 30,46 % | 29,49 % | 28,36 % | 27,64 % | 26,86 % |
| Christkatholische Kirche             |        |        | 0,07 %  | 0,08 %  | 0,09 %  | 0,09 %  | 0,08 %  | 0,07 %  | 0,07 %  | 0,07 %  | 0,07 %  |
| Jüdische liberale Gemeinde           |        |        | 0,01 %  | <0,01 % | <0,01 % | <0,01 % | <0,01 % | <0,01 % | <0,01 % | <0,01 % | 0,00 %  |
| Israelitische Cultusgemeinde Zürich  |        |        | <0,01 % | <0,01 % | <0,01 % | <0,01 % | <0,01 % | <0,01 % | <0,01 % | <0,01 % | 0,00 %  |

Quelle: Gemeinde Wetzikon

Christliche Freikirchen sind die Adventgemeinde, die Evangelische Bibelgemeinde, die Evangelisch-methodistische Kirche, die Evangelische Freikirche, die Freie Christengemeinde, die Freie Evangelische Gemeinde, die Gemeinde für Christus (früher: Evangelischer Brüderverein), die Gemeinde von Christen, das ICF Zürcher Oberland, und die Christliche Gemeinde (CGW). Die meisten sind in dem "christlichen Netzwerk Wetzikon" miteinander vernetzt.
Ebenfalls vertreten sind die christliche Wissenschaft, die Mormonen, die Neuapostolische Kirche und die Zeugen Jehovas.
Ferner gibt es zwei Kulturvereine mit anderen religiösen Bekenntnissen.

### Kirchengeschichte

#### Ratpoldschilch / reformierte Kirche
Die frühere Ratpoldskirche wurde vom Adligen Ratpold als Eigenkirche erbaut. Sie ist in einer Urkunde von 857 oder 858 als Ratpoldeschirichun erwähnt. Wie die Kirche ausgesehen hat, ist nicht überliefert. Sie wurde urkundlich das letzte Mal im Jahr 1320 erwähnt. Das Dorf um die Kirche hiess noch nicht Oberwetzikon wie heute, sondern Ratpoldskilch. Von einer Kirche in Wetzikon ist wieder 1334 die Rede, aber eventuell handelte es sich bereits um eine neue Kirche. Im August 1527 wurden im Zuge der Reformation die Altäre entfernt. Ab 1571 wurden die Taufen, ab 1572 die Eheschliessungen verzeichnet. In der Wetziker Kirche wurde 1584 eine Empore und 1616 eine neue Kanzel eingebaut. Das Langhaus wurde 1713 durch einen grösseren Neubau ersetzt, welches 800 Personen Platz bot. Diese Kirche bestand bis 1895. Am selben Ort wurde vom Basler Architekten Paul Reber die heutige neugotische reformierte Kirche in Oberwetzikon gebaut und am 14. Februar 1897 geöffnet. 1977 und 1978 wurde sie innen renoviert und erhielt eine neue Orgel.

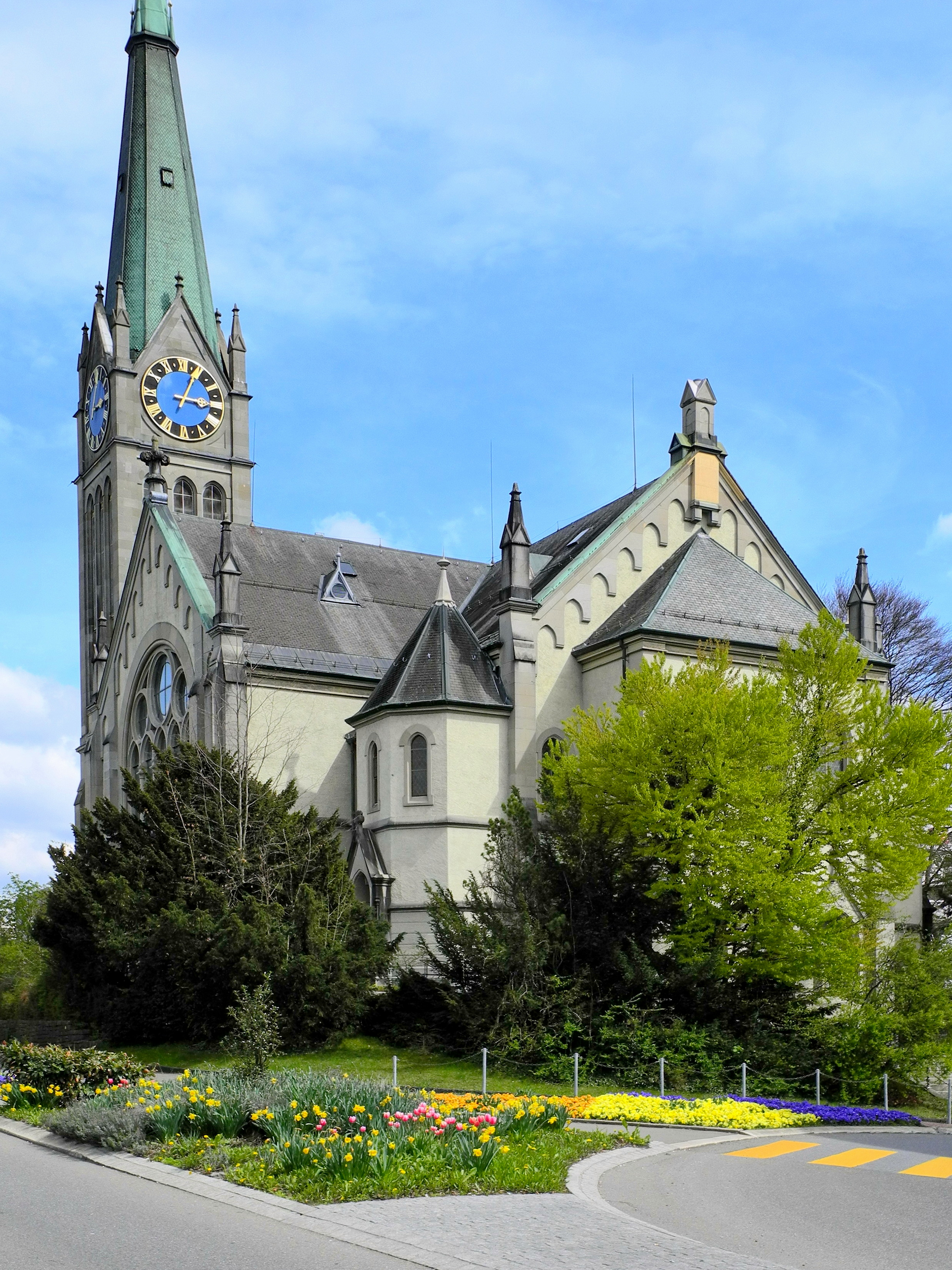
Reformierte Kirche Wetzikon von 1897
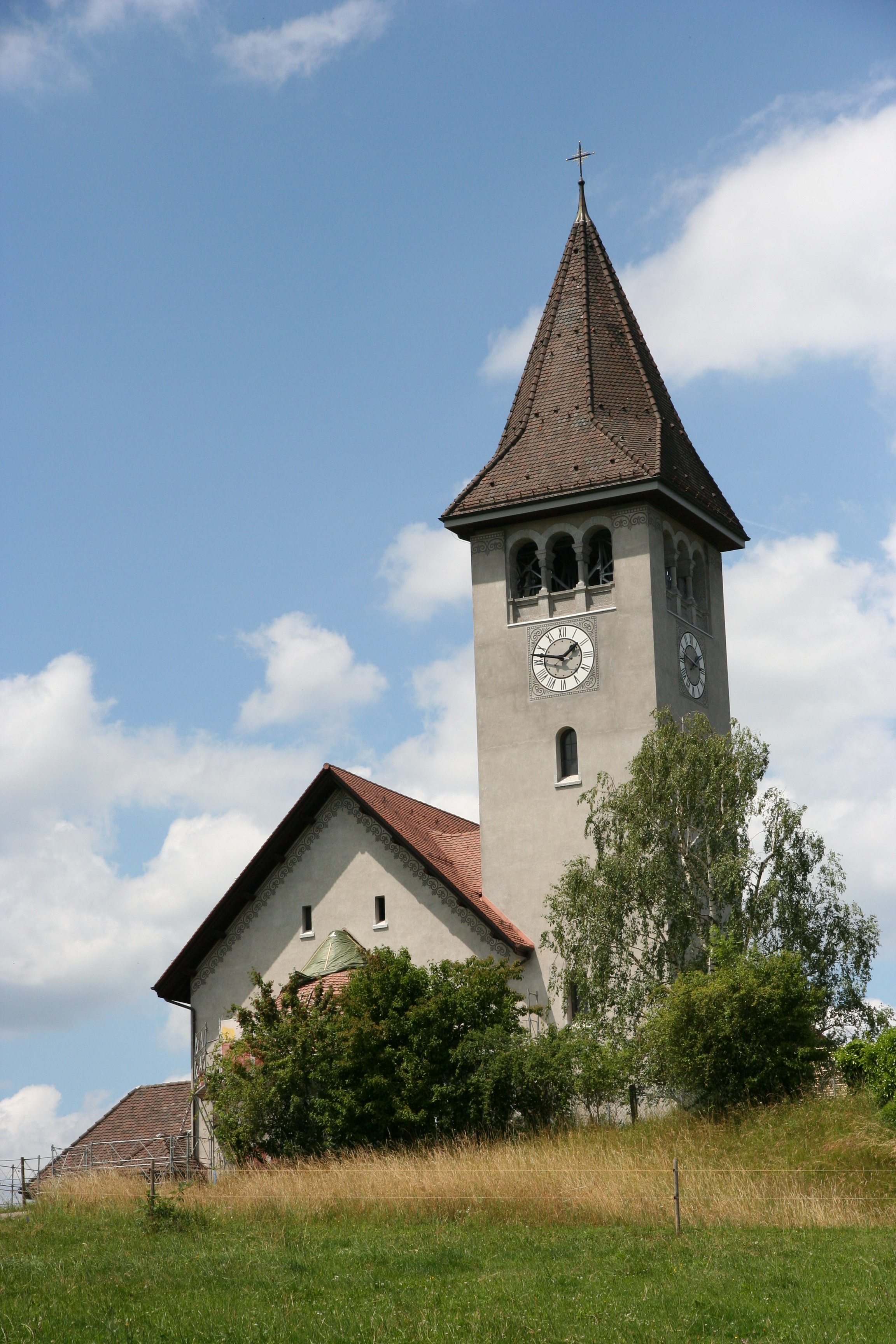
Katholische Kirche St. Franziskus von 1923
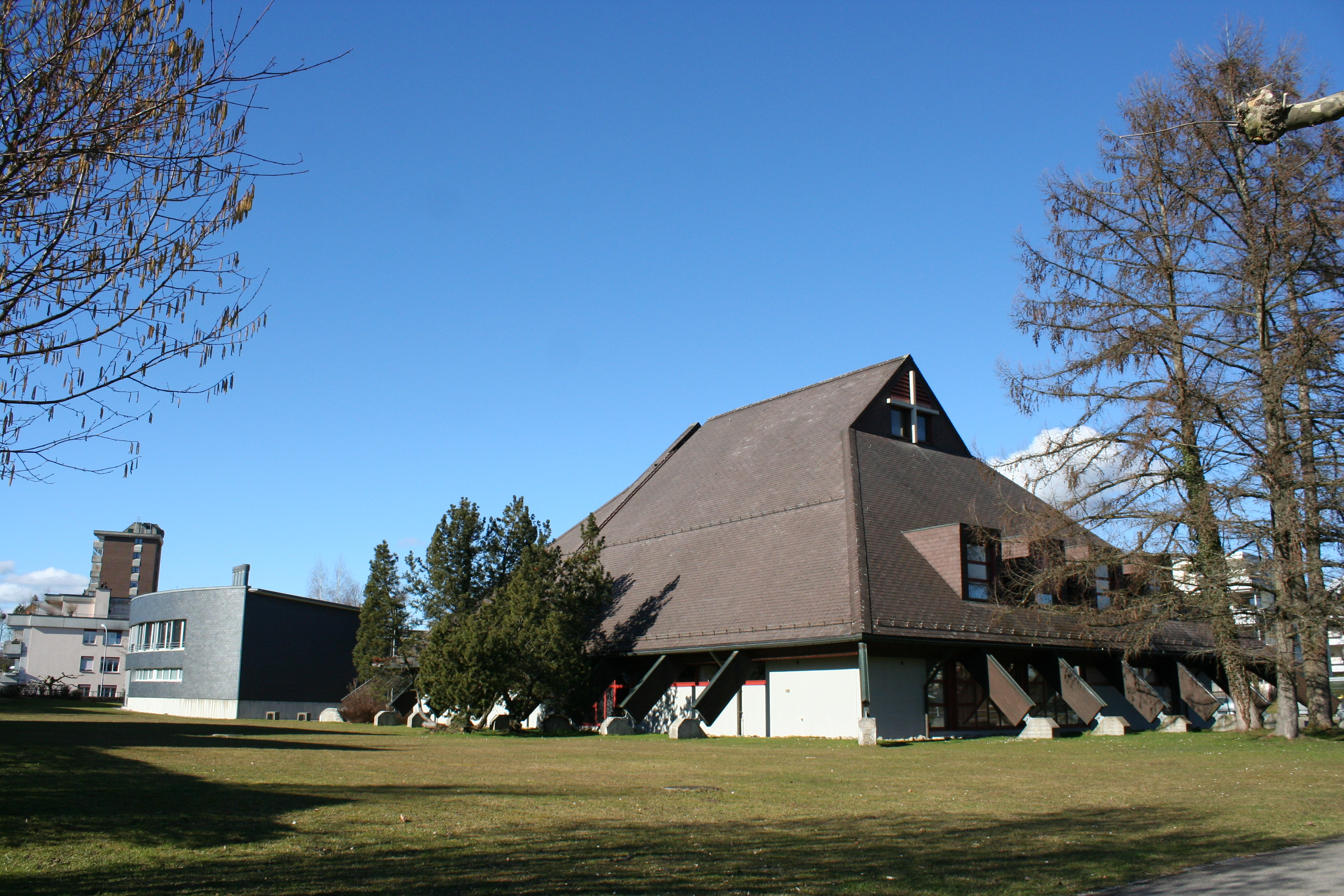
Katholische Heilig-Geist-Kirche von 1975

#### Katholische Kirche
Der Kanton Zürich war bis zur Industrialisierung evangelisch-reformiert geprägt. Durch die Industrialisierung zogen Menschen aus katholischen Kantonen und Ländern hinzu. 1890 gab es 480 Katholiken in Wetzikon, die in einer Scheune in Robenhausen Gottesdienste feierten. Ab 1893 gab es in der Ringetshalden ein Pfarrhaus mit Betsaal. 1923 erbaute der Architekt Joseph Steiner die St. Franziskuskirche auf dem Guldisloo in neuromanischem Stil. 1975 wurde die Heilig-Geist-Kirche in Kempten geweiht. Es handelt sich um die grösste der 17 in der Schweiz errichteten Fastenopfer-Kirchen.

#### Täufer und Freikirchen

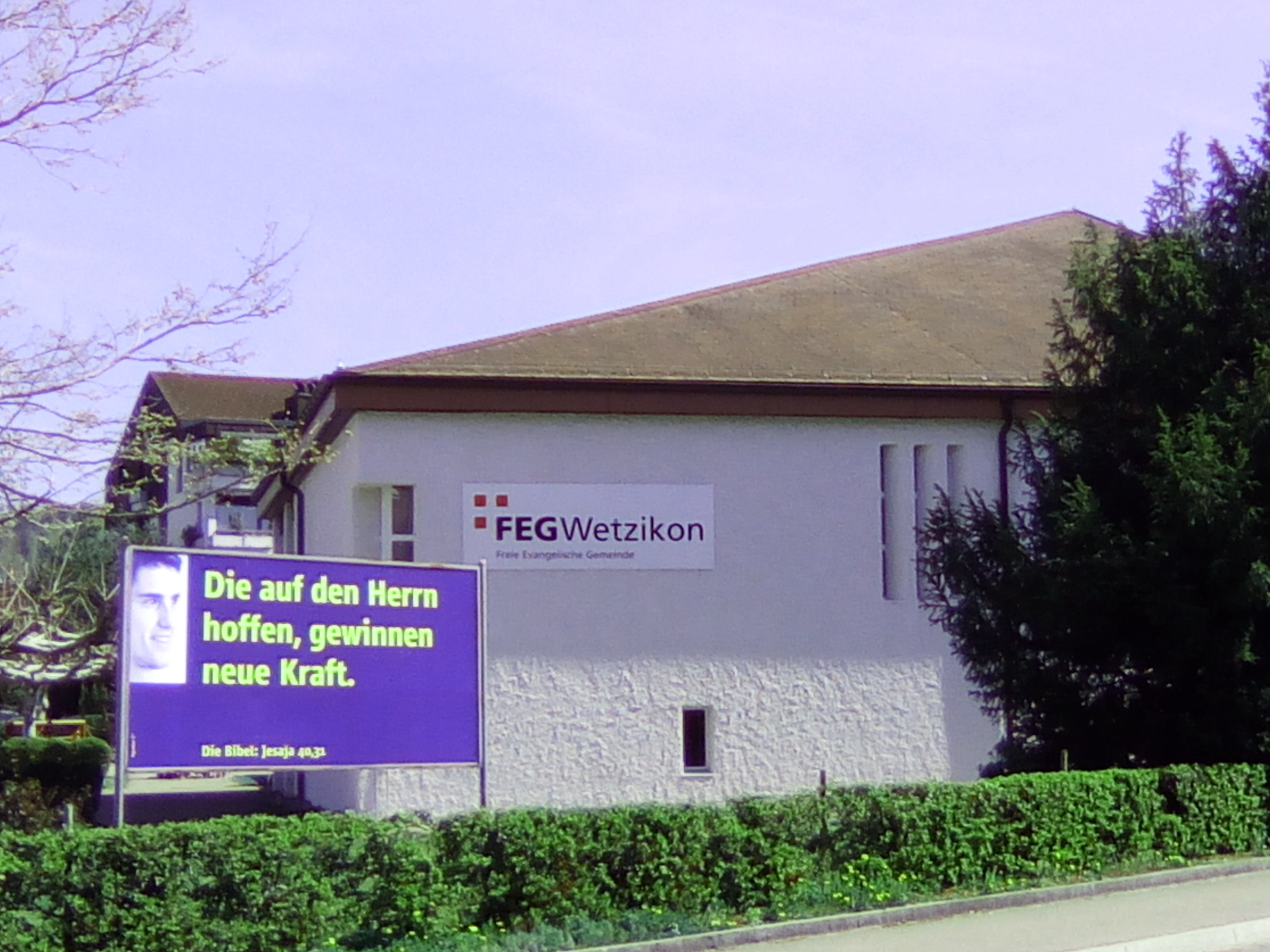
Freie Evangelische Gemeinde, Gebäude von 1982.

Seit etwa 1524 gab es in der Region Zürich evangelische Täufer, welche die Gläubigen als Erwachsene tauften. 1633 wurden aufgrund der Volkszählung zwei Täufer aus Wetzikon gemeldet. Die Täufer wurden von der Obrigkeit bedrängt, teilweise umgebracht und vertrieben. 1734 wurden Anhänger der Täuferbewegung aus Ettenhausen, das heute zu Wetzikon gehört, wegen nachlässigem Kirchenbesuch in der reformierten Kirche in die Trülle gesteckt. In Wetzikon gibt es heute verschiedene evangelische Freikirchen, welche wie die ursprünglichen Täufer die Erwachsenentaufe praktizieren. So ist etwa die FEG zu nennen: Ab 1868 traf sich eine von Predigern der Herrnhuter Brüdergemeine gegründete Gemeinde im Chämptner Moos. Sie hiess ab 1911 Christliche Gemeinschaft Kempten, ab 1932 Freie Evangelische Gemeinde Kempten und seit 1965 Freie Evangelische Gemeinde Wetzikon.

## Allgemeine Geschichte

### Name
Der Ort Wetzikon findet sich urkundlich erstmals im Jahre 1044 als Weizenchovan erwähnt. Er ist zum althochdeutschen männlichen Personennamen Wazo oder Wezo gebildet und bedeutet «bei den Höfen der Leute des Wazo/Wezo». Eine ältere, auf 857/858 datierte Bezeugung als in Ratpoldeschirichun («bei der Kirche des Ratbold») bezieht sich auf Oberwetzikon; dieser Name kann nur bis 1320 nachverfolgt werden.

### Vor- und Frühgeschichte
Die Vorzüge des Klimas und des angrenzenden Sees lockten schon vor 9000 Jahren Menschen in die Gegend, die von Jagd, Fischfang und später zusätzlich von Viehzucht und Ackerbau in volkstümlich benannten Pfahlbaudörfern lebten. Im Jahr 1858 entdeckte der Wetziker Landwirt Jakob Messikommer im Robenhauser Riet Überreste einer Pfahlbausiedlung, die international für grosses Aufsehen sorgten. Erkenntnisse umfangreicher Notgrabungen des Schweizerischen Nationalmuseums 1959 und 1961 unter René Wyss wurden durch die Zürcher Kantonsarchäologie im Jahr 2000 neu untersucht und interpretiert. Minutiöse wissenschaftliche Forschung am Silex-Fundmaterial liess den Schluss auf zwei Hauptphasen der Besiedlung des Robenhauser Rieds «Im Furtacker» zu: je eine im Frühmesolithikum (8000 v. Chr.) und eine im Spätpaläolithikum (9000 v. Chr.). Neben Funden aus dem Paläolithikum im Rafzerfeld (10'000 v. Chr.) sind dies die ältesten Belege menschlicher Siedlungen auf dem Gebiet des Kantons Zürich. Bezeichnenderweise beide in Reichweite zu den Silex-Abbaustellen an der Lägern, von wo die Hälfte des Rohmaterials aller gefundenen Feuersteinwerkzeuge von Robenhausen stammt.
1888 wurde in Robank in einem aufsehenerregenden Fund ein keltisches Fürstengrab mit einem Durchmesser von 40 Metern entdeckt, das aus der Zeit um 500 vor Christus stammte.

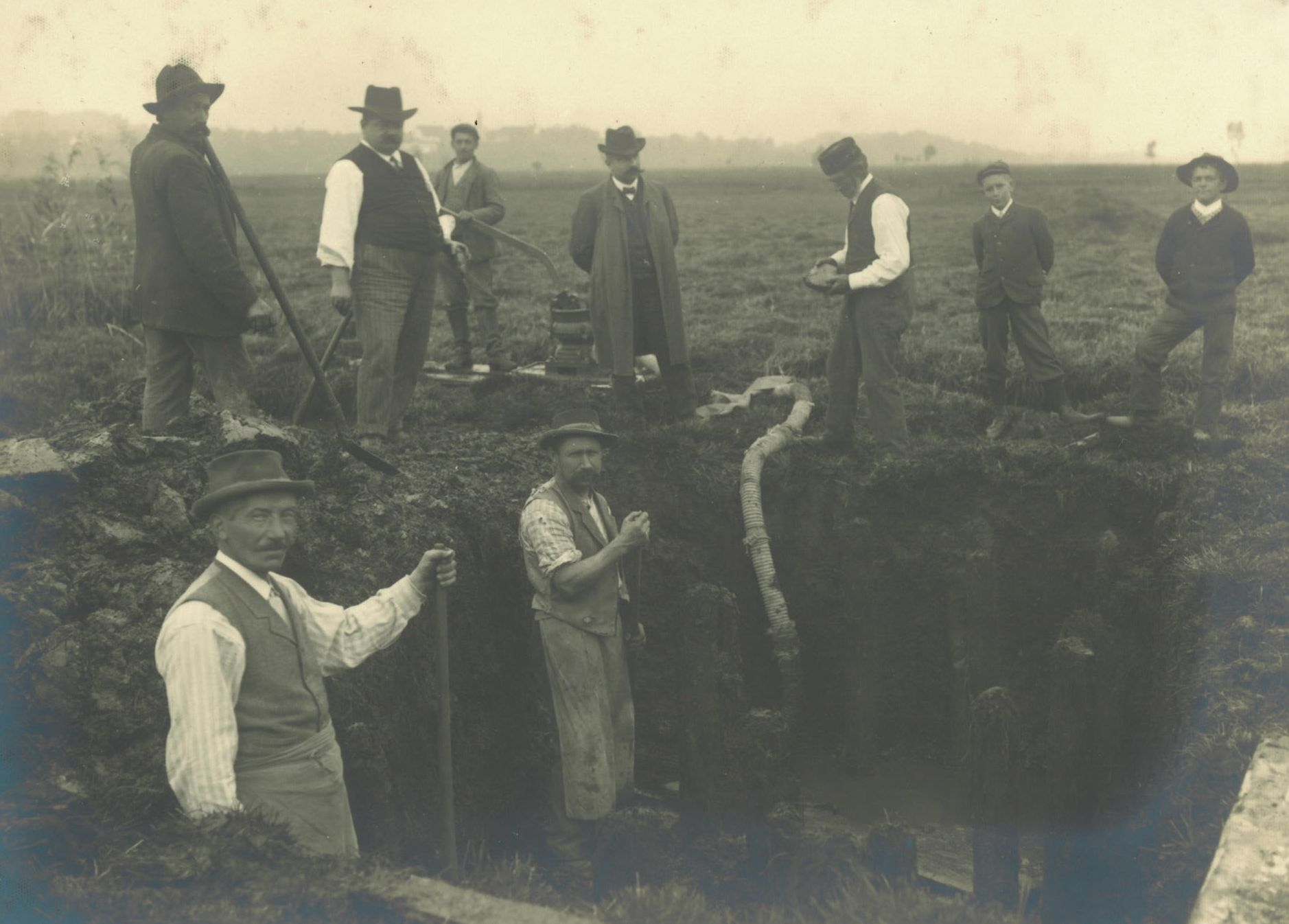
Grabung von Jakob Messikommer bei der Fundstelle Wetzikon-Robenhausen

Etwa um 100 bis 200 nach Christus spielte Wetzikon bei der Ausweitung des Römischen Reiches eine Rolle, wie Ausgrabungen belegen. An der Römerstrasse, die von Oberwinterthur (röm. Vitudurum) nach Kempraten über Kempten führte, soll ein Strassendorf mit Marktort (Vicus) bestanden haben, das die Römer „Campodunum“ oder „Campitunum“ nannten. In der Nähe des Ochsenkreisels wurde eine aus dieser Zeit stammende Villa rustica entdeckt, ein Wohnhaus mit verschiedenen Nebengebäuden, von denen das Grösste beachtliche 270 m² aufwies. Die ausgegrabenen Fundamente des Kemptner Gutshofes belegen eine mehr oder weniger konstante Besiedlung seit der römischen Zeit.

### Mittelalter und frühe Neuzeit
Die Gerichtsherrschaft Wetzikon entsteht im Hochmittelalter. Ab 1229 sind Freiherren von Wetzikon fassbar, deren Abstammung von den de Weihenchovan, erwähnt in der sogenannten Hunfried-Urkunde von 1044, zweifelhaft ist. Spätestens ab 1320 war die Herrschaft Wetzikon dann im Besitz der Ebersberger, während die Linie der Wetziker Freiherren möglicherweise als Herren von Kempten bis um 1400 weiter existierten.
Die Herren von Kempten waren seit Mitte des 13. Jahrhunderts Gefolgsleute der Grafen von Habsburg, die 1264 die Herrschaft Kyburg übernommen hatten.
Gerung von Kempten trug die habsburgische Höfe in Gossau zu Lehen. Die Anlehnung an die Habsburger war für die Herren von Kempten die einzige Möglichkeit zur Selbsterhaltung. Den Habsburgern gelang in der Region eine flächendeckende Territorialherrschaft.
Im 14. Jahrhundert erwarb das aufstrebende Zürich die ehemals habsburgischen Verwaltungsbezirke, darunter das Amt Greifensee mit Robank und Robenhausen (1402), das Amt Grüningen mit Kempten und Wetzikon (1408) und das Amt Kyburg mit Ettenhausen (1424).
Die Burg Wetzikon, im 14. Jahrhundert noch im Eigentum der Habsburger, kam nach mehreren Besitzerwechseln um 1430 an die Breitenlandenberger, und um 1526 als Privatbesitz an den reichen Bauern Heini Weber von Egg.
Die Gerichtsherrschaft Wetzikon umfasste Ober- und Unterwetzikon, Walfershausen, Stegen, Ober- und Untermedikon, Neubruch und die Höfe Böhnler (heute in Gossau), Erlosen und Bossikon (heute in Hinwil).

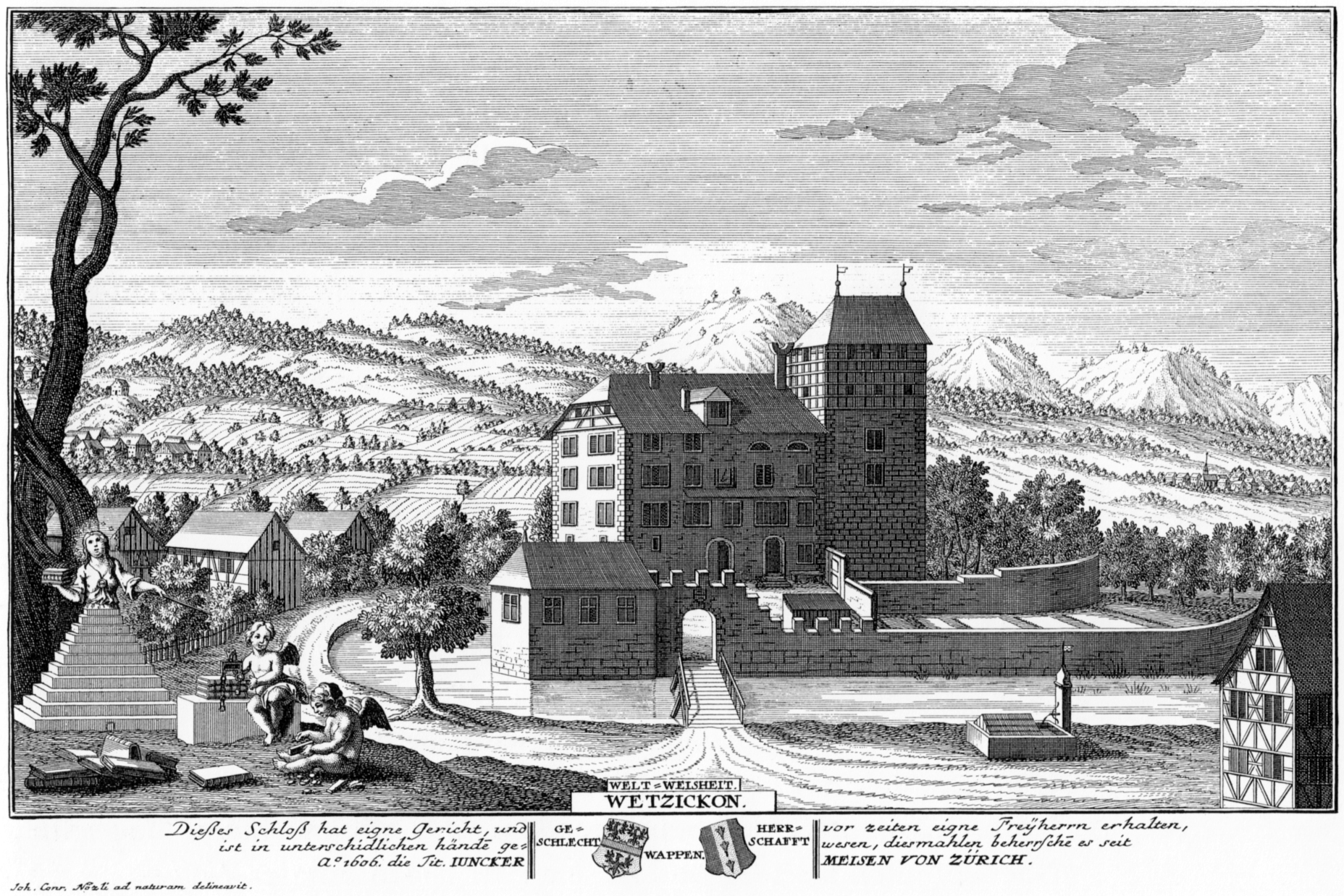
Schloss Wetzikon 1742. Radierung von David Herrliberger

Erst ab 1581 geriet die Herrschaft Wetzikon unter direkte Verwaltung des Zürcher Patriziats, zunächst an die Familie Escher (vom Luchs), von 1606 bis 1755 an die Familie Meiss.

### Das 18. und 19. Jahrhundert
Im Frühjahr 1798 besetzten französische Revolutionstruppen die Schweiz und stürzten den feudalen Obrigkeitsstaat. Die Kemptner und Wetziker Gerichtsherren mussten ihre Privilegien an die neu gegründete Helvetische Republik abtreten und verloren sämtliche Einkünfte. Auf den Umsturz folgte ein Krieg zwischen Franzosen und den Truppen aus Österreich, die den Aristokraten zu Hilfe kamen. Dieser Krieg leerte die Kassen der Gemeinde. Johann Ludwig Wiser, der letzte Gerichtsherr auf Schloss Wetzikon, steckte sich bei der Verpflegung erkrankter Militärleute an und starb 1802 am Nervenfieber.
Bis zum Beginn der Helvetischen Republik 1798 hatten die Dörfer der heutigen Gemeinde Wetzikon nur wenig miteinander zu tun. Das Gebiet lag im Grenzbereich dreier Zürcher Landvogteien: Ettenhausen gehörte zur Landvogtei Kyburg, das benachbarte Kempten mit Ober- und Unterwetzikon zur Landvogtei Grüningen, während für Robenhausen und Robank der Landvogt von Greifensee zuständig war. Kempten unterstand den Gerichtsherren von Kempten, Ober- und Unterwetzikon denjenigen von Wetzikon beziehungsweise Walfershausen. Bis ins 18. Jahrhundert deutete nichts darauf hin, dass die sogenannten Dorfgemeinden später einmal zur selben Gemeinde zusammengefasst werden sollten.
In den 1920er Jahren forderten die Regierungs- und Bezirksräte die Auflösung der Zivilgemeinden. Ein Grossaufgebot von Bezirksräten lud die Zivilvorsteherschaften am 12. Oktober 1927
zu einer Orientierung ein. Am 17. November 1928 fand die Übergabe aller Geschäfte und Gemeindegüter an die politische Gemeinde statt. Seither sind die ehemals eigenständigen Dorf- und Zivilgemeinden Wetziker Gemeindeteile geworden.

### Industriegeschichte
Keine Epoche hat Wetzikons Dorf- und Siedlungsbild so stark verändert wie die industrielle Revolution im 19. Jahrhundert. Entlang dem Aabach und dem Kemptnerbach entstanden neue Siedlungen mit Fabrikgebäuden und Arbeiterwohnhäuser. 1857 wurde Wetzikon durch die Fortsetzung der Glattallinie Wallisellen-Uster an das Eisenbahnnetz angeschlossen, 1876 folgte die Eröffnung der Kemptallinie. Zwischen 1792 und 1900 stieg der Zahl der Wohnhäuser von 210 auf 904 an.

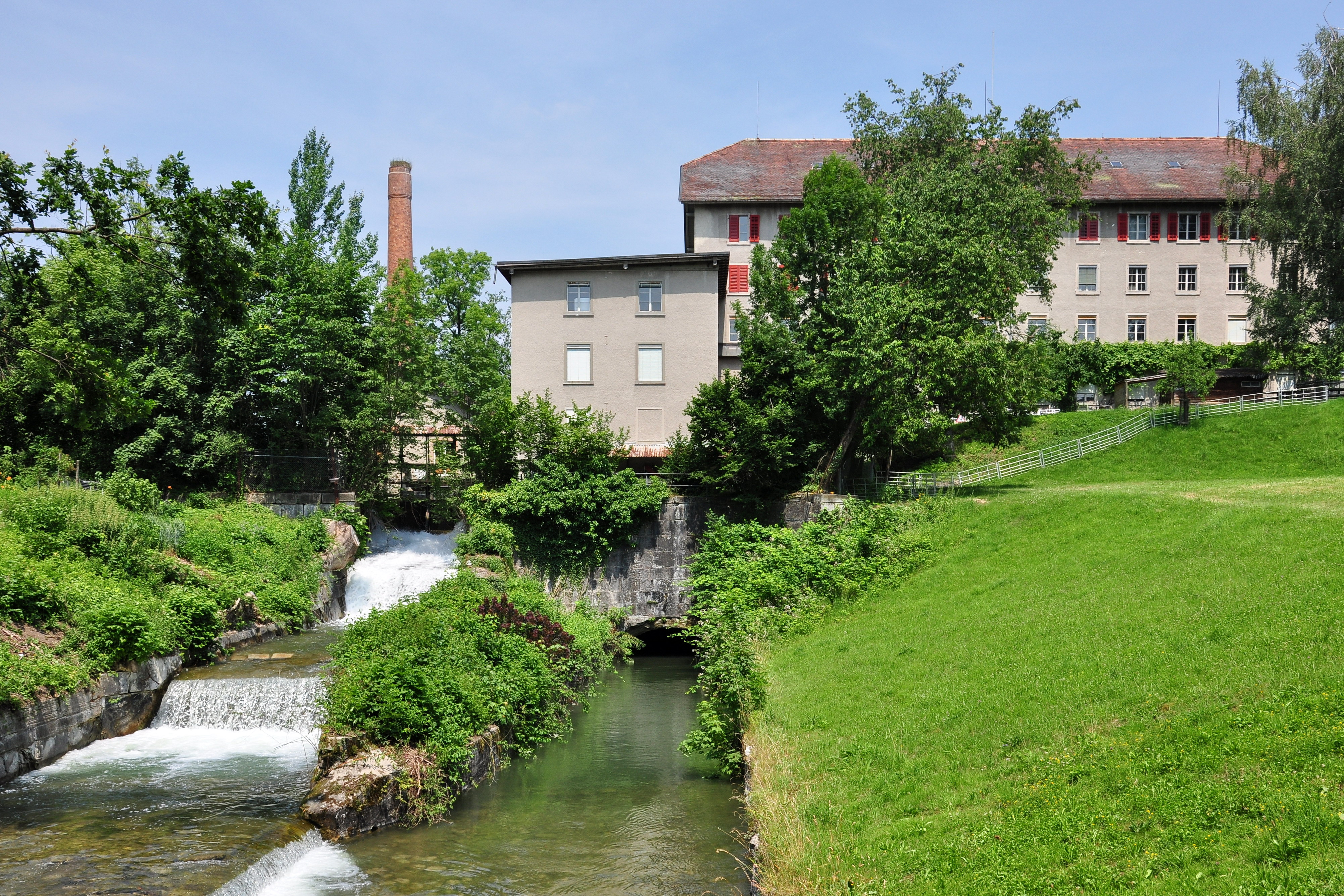
Blick auf die Spinnerei Schönau mit dem Wasserüberlauf links und dem Kanal rechts, der aus der Turbine kommt.

Luftbild der Spinnerei Floos in Aathal von Walter Mittelholzer (1925)

Bis ins Jahr 1820 waren der Aabach und der Kemptnerbach siedlungsmässiges Niemandsland. 1821 entstand als erste Fabrik die Spinnerei Floos, ein 20,5 Meter langes und 18 Meter breites Gebäude, zwei Jahre später wurde die Spinnerei Schönau eingeweiht. Als Baumaterial verwendete der Bauherr die Steine des abgebrochenen Ostturmes seines Schlosses, das sich damals in seinem Besitz befand. In der zweiten Hälfte des 19. Jahrhunderts reihten sich an den beiden Flüssen Fabrik an Fabrik, die sich die Wasserkraft zunutze machten. Entlang des Aabach bis zum Greifensee entstand eine der am dichtesten bebauten Industriezonen der Schweiz.
1899 erfolgte in Wetzikon die Einführung der Elektrizität. 1901 nahm das Gaswerk Medikon die Produktion von Steinkohlegas auf. Die erste grosse Fabrik, die nicht am Wasser entstand, war die 1898 eröffnete „Erste schweizerische Motorwagenfabrik“ in Robenhausen.
In den sechziger Jahren gehörten folgende Betriebe zu den Aushängeschildern des Wetziker Wirtschaftslebens:
- Lastwagen und Autobusse des Herstellers Franz Brozincevic & Cie. (FBW).
- Rolba AG, die unter anderem die grössten Schneeräumungsmaschinen der Welt bauten (heute noch im Einsatz beim Flughafen Zürich).
- Webereien Gubelmann und Bosshard-Bühler
- Sullana, Zigarettenfabrik
- Giesserei Honegger
- Kemp AG
- Mechanische Eisenwarenfabrik Kempten (MEK)
- Colgate-Cosmina-Steinfels AG
- Idewe, Dürsteler AG, Seidenstrumpffabrik

### Archiv für Ortsgeschichte
Am 2. März 2010 ging das Geschichtswiki der offiziellen Dokumentationsstelle der Stadt Wetzikon online: Quellen zur Geschichte von Wetzikon werden im Archiv Ortsgeschichte aufbewahrt und auf dem Portal wetzipedia digital zugänglich gemacht.

## Kultur und Sehenswürdigkeiten
Wetzikon verfügt über ein reichhaltiges kulturelles Angebot. Die kulturellen Organisationen Scala Wetzikon, Kulturfabrik, Kulturplatz Wetzikon, Top Klassik Oberland (Musikkollegium Zürcher Oberland), camera.lit.obscura und Jazz-Club Zürich Oberland organisieren Konzerte, Ausstellungen, Theater und Tanzabende. Wetzikon verfügt überdies über das Kino Palace und das Kino kultino.
Alle zwei Jahre verleiht die Stadt den Kulturpreis chapeau!wetzikon, welcher Personen oder Gruppen für ihr kulturelles Schaffen würdigt. Bisherige Gewinner waren Sylvia Zumbach (2015), Künstlerin; camera.lit.obscura (2013), Autorenlesungen, Sieglinde Wittwer (2011), Künstlerin; René Müller (2009), Gründer Musikkollegium Zürcher Oberland und Christian Labhart, Filmemacher (ex aequo); Alena Cherny (2007), Pianistin; Herbert Augsburger (2005), Fotograf, Sonja Duò-Meyer (2003), Keramikerin. Alternierend dazu wird alljährlich der Vereins- und Funktionärspreis Wetziker Flamme verliehen.

### Museen
Einen eindrücklichen Querschnitt durch die Geschichte des Nutzfahrzeugbaus und des Industriellen Franz Brozincevic zeigt das 1998 eröffnete FBW-Museum. Zwischen 1916 und 1985 wurden in Wetzikon rund 7‘000 Lastwagen, Sattelschlepper, Armeefahrzeuge, Feuerwehrautos, Auto- und Trolleybusse sowie Postautos und Reisecars gefertigt. Sehenswert ist das Museum Wetzikon, das die Kulturgeschichte von Wetzikon anhand vielfältiger Objekte von der Jungsteinzeit bis ins 21. Jahrhundert dokumentiert. National auf viel Beachtung stösst auch das Saurier-Museum im benachbarten Aathal.
Das Museum Wetzikon zeigt lokale Traditionen im Wandel der Zeit, die Entwicklung der Industrie und der Bevölkerung. Es ist jeden Sonntag von 14 bis 17 Uhr geöffnet, mit regelmässig wechselnden Sonderausstellungen.

## Sport
Dank der gut ausgebauten Infrastruktur gibt es in Wetzikon zahlreiche Sportvereine. Der Eishockeyklub EHC Wetzikon ist der einzige Club der Region, der in der Kunsteisbahn Wetzikon auch im Sommer auf eigenem Eis trainieren kann. In der benachbarten Halle trainiert der Curling Club Wetzikon, der schon mehrere Schweizermeister hervorbrachte und dessen Frauenteam 1984 an den Weltmeisterschaften in Perth den zweiten Rang erreichte. Zu den ältesten und grössten Sportvereinen der Region gehören der Turnverein STV Wetzikon und der Fussballclub Wetzikon FCW. Auch im Radrennfahren brachte der Radfahrer Verein Wetzikon schon mehrere Spitzenfahrer hervor, wie unter anderem Albert Zweifel und Herrmann Gretener. Beliebt für sportliche Aktivitäten sind auch die Sportanlagen Meierwiesen, das Schwimmbad Meierwiesen, das Strandbad Auslikon am Pfäffikersee sowie die diversen Rad- und Wanderwege rund um Wetzikon.
Die Stadt Wetzikon bietet folgende Sportangebote:
- eine multifunktionale Kunsteisbahn mit zwei Eisfeldern, welche auch als Eventhalle genutzt werden kann
- Curlinghalle mit 6 Rinks
- 4 Fussballplätze, davon 2 Kunstrasenfelder
- Finnenbahn
- Beachvolleyballplatz mit 3 Spielfeldern
- diverse Turnhallen
- Hartplätze für Basketball, Handball und Tennis
- Tennisplätze in- und outdoor
- Badminton- und Squashhalle
- Freibad Meierwiesen
- Strandbad Auslikon
- Wandergebiet
- 2,2 km langer Vita-Parcours
- Radwegnetz
- Bowlingcenter

In Wetzikon bestehen über 50 Sportvereine.
Zu erwähnen sind der Handballclub Wetzikon, Volleyballclub Wetzikon, Basketballclub BC Wetzikon, der Unihockeyclub Schwarz-Gelb Wetzikon und der Judo Club Wetzikon. Der Eislaufclub Zürcher Oberland (ELZO) wurde 1963 mit dem Schwerpunkt Eislaufen und Eishockey gegründet. Dessen Mitglied Richard Furrer ist dreimaliger Schweizer Meister im Eiskunstlaufen (1977, 1981 und 1983) und Naoki Rossi ist Schweizer Meister in der Kategorie Junioren 2022. 2018 fanden die Schweizer Meisterschaften in der Kategorie Elite in der Eishalle Wetzikon statt.

## Persönlichkeiten
- Elisabeth von Wetzikon (um 1235–1298), Fürstäbtissin des Fraumünsterklosters in Zürich und Herrin der Stadt Zürich
- Johann Heinrich Ott (1617–1682), evangelischer Geistlicher und Hochschullehrer
- Johannes Schmidlin (1722–1772), Pfarrer und Komponist
- Johann Jakob Walder (1750–1817), Jurist, Komponist und Politiker
- Hans Georg Nägeli (1773–1836), Sängervater
- Hans Heinrich Ryffel (1804–1880), Unternehmer und Politiker
- Johann Rudolf Weber (1819–1875), Musikpädagoge und Komponist
- Heinrich Leuthold (1827–1879), Dichter
- Jakob Messikommer (1828–1917), Pfahlbauforscher Robenhausen
- Heinrich Messikommer (1864–1924), Auktionator, Kunst- und Antiquitätenhändler in Zürich
- Hans Staub (1894–1990), erster Fotoreporter bei der Zürcher Illustrierten 1930–1941[46][47]
- Karl Bossard (1910–1960), Radrennfahrer[48]
- Rolf Knie senior (1921–1997), Elefantendompteur und Zirkusdirektor
- Anna Pitschna Grob-Ganzoni (1922–2009), Primarlehrerin in Scuol, Lon und Guarda, Autorin von Kinder- und Jugendbüchern[49]
- Hedi Lang (1931–2004), Politikerin
- Jörg Schneider (1935–2015), Schauspieler
- Hans Bach (1946–2019), Bildhauer und Bildender Künstler
- Walter Bär (* 1946), Mediziner und Hochschullehrer
- Curt Walter, geboren als Kurt Walter Heusser (* 1949), Konzept- und Aktionskünstler
- Ueli Maurer (* 1950), Bundesrat
- Brigitte Häberli-Koller (* 1958), Politikerin und Ständerätin
- Sibylle Ehrismann (* 1962), Organistin, Kuratorin und Musikpublizistin
- Susanne Brunner (* 1964), Journalistin
- Stefan Schweyer (* 1970), Pfarrer und Basler Professor für praktische Theologie
- Andreas Schweizer (* 1979), Kunstturner
- Sabrina Müller (* 1980), Theologin
- Bruno Tüscher (* 1984), Politiker
- Loco Escrito (* 1990), Sänger
- Fabienne Schlumpf (* 1990), Läuferin
- Ramon Untersander (* 1991), Eishockeyspieler
- Eaz (* 1993), Rapper
- Nicole Koller (* 1997), Radsportlerin
- Natalie Maag (* 1997), Rennrodlerin
- Benjamin Walder (* 1998), Kantonsrat (Grüne)
- Matteo Di Giusto (* 2000), Fussballspieler
- Ronja Mila Hasslinger (* 2001), Schauspielerin, Musicaldarstellerin und Sprecherin
- Anja Weber (* 2001), Skilangläuferin und Triathletin
- Carmine Chiappetta (* 2003), Fussballspieler

## Fotogalerie

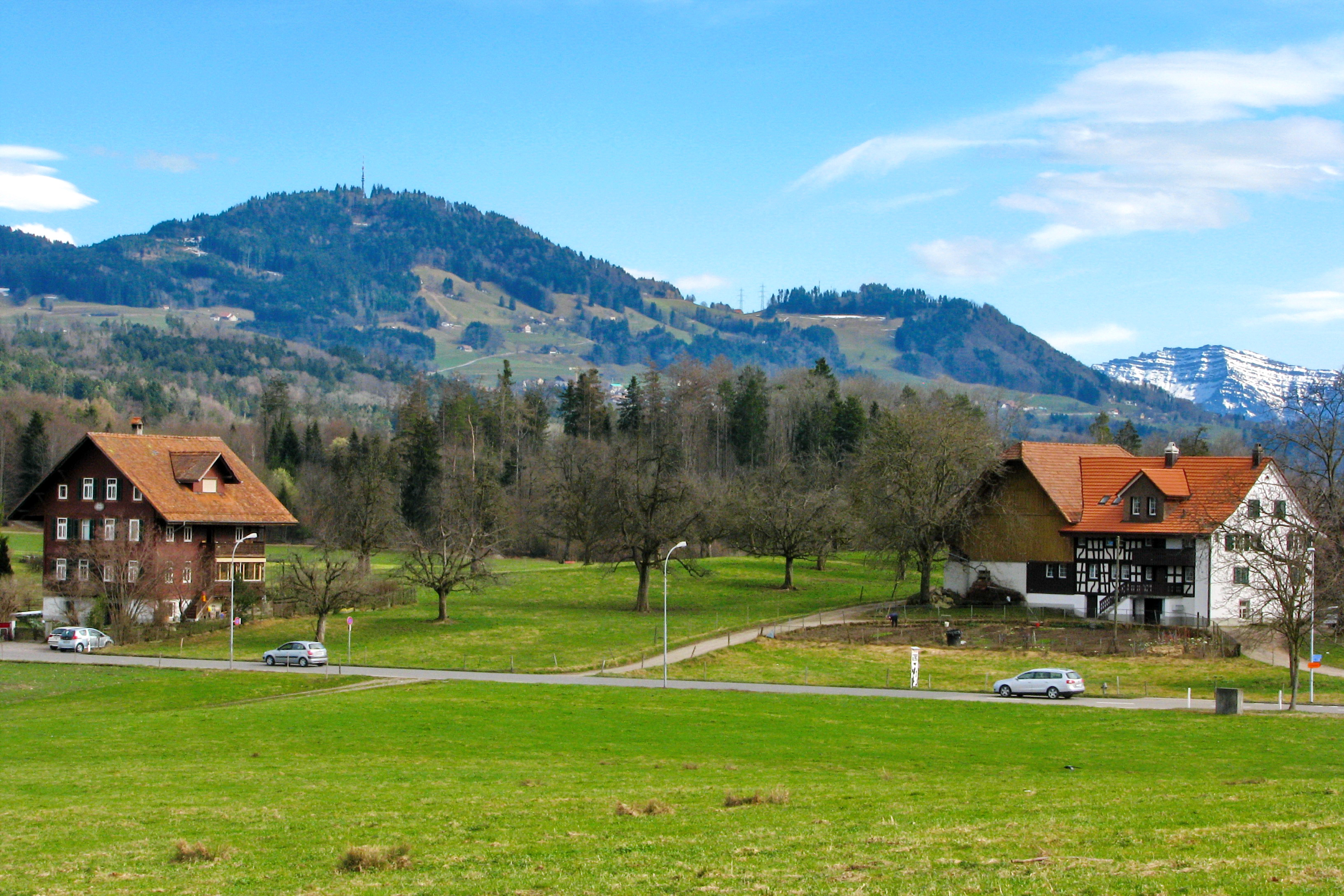
Spitalstrasse – Bachtel im Hintergrund
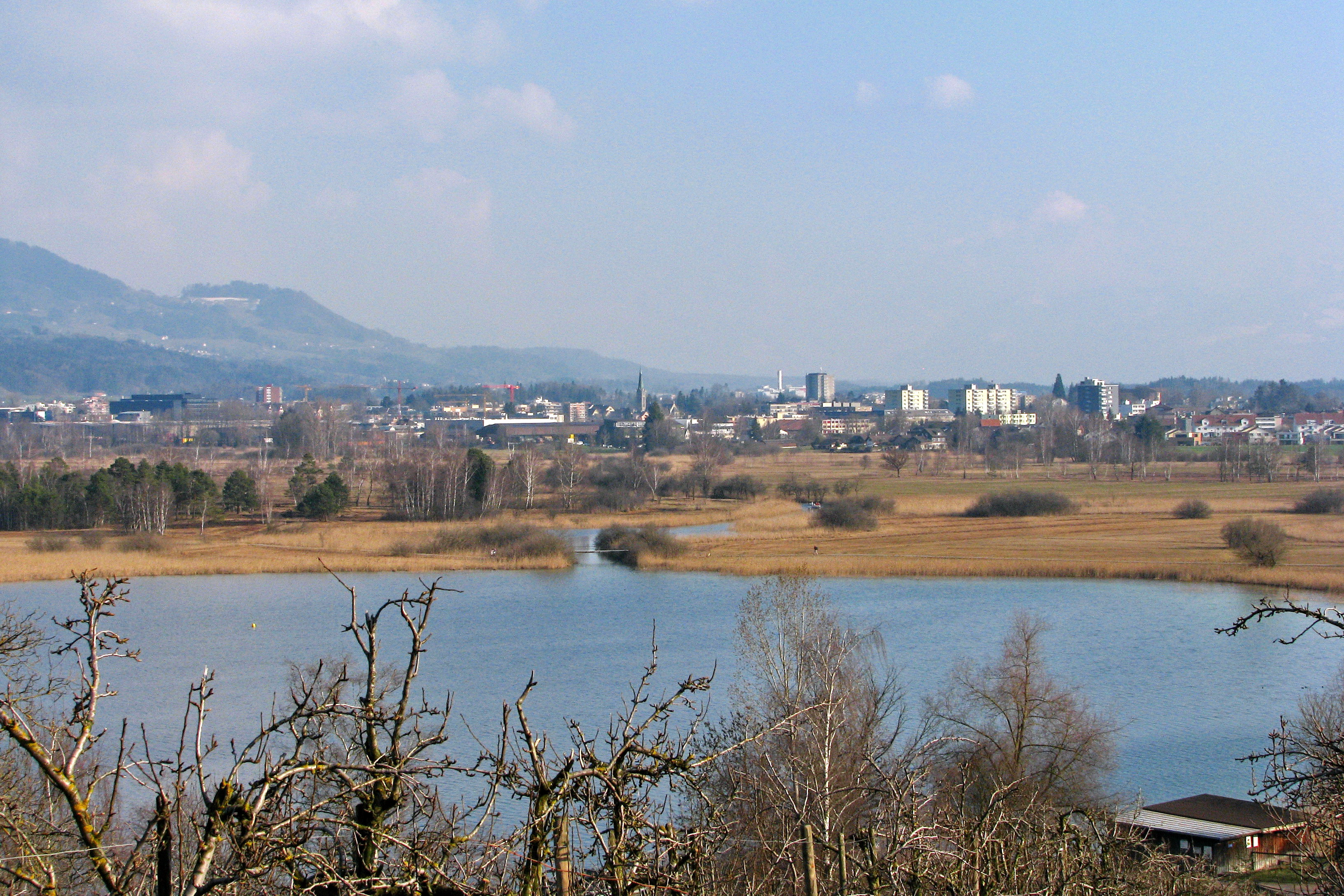
Ansicht von Seegräben über den Pfäffikersee und das Robenhausener Ried
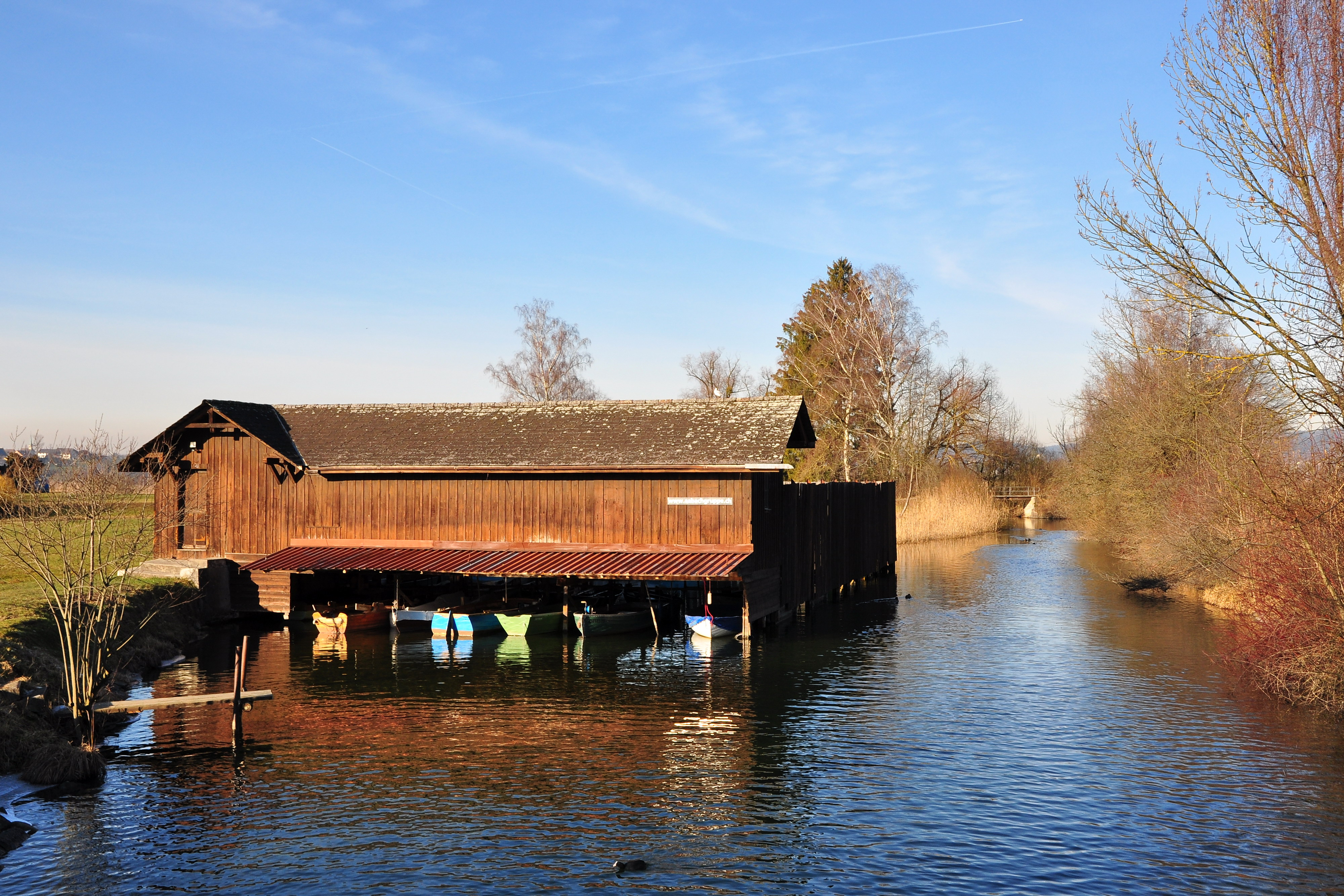
Ehemalige Badeanstalt Robenhausen
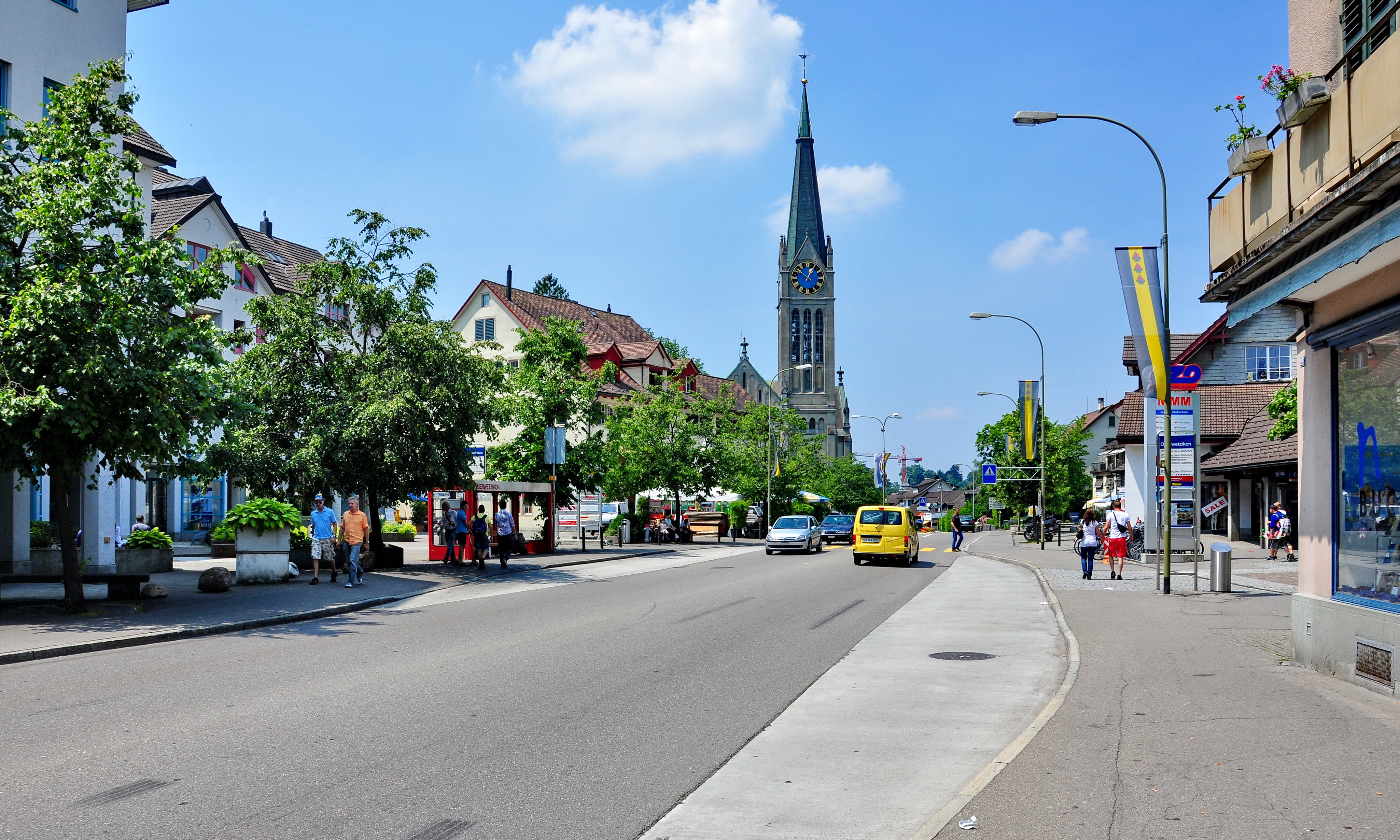
Oberwetzikon
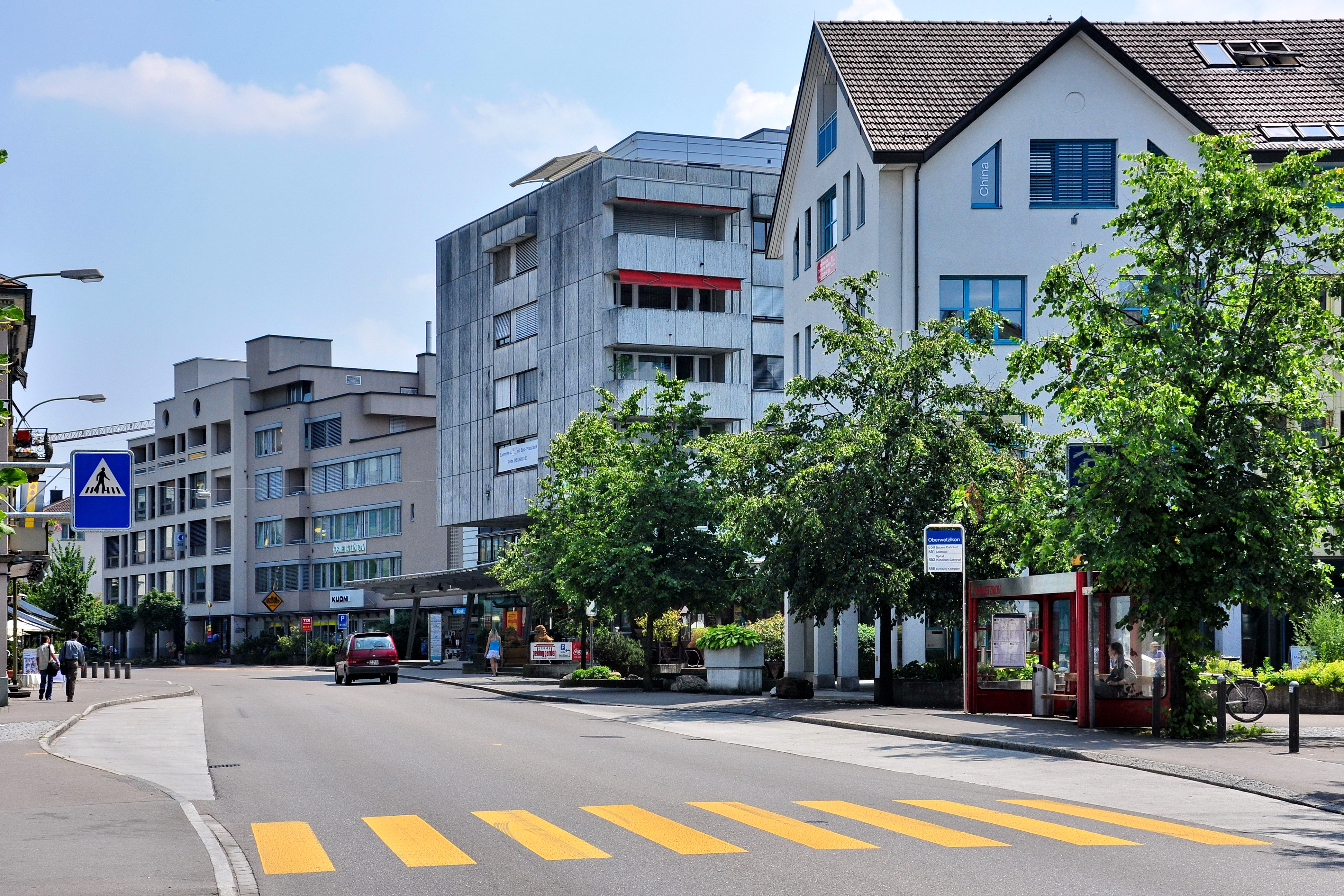
Bahnhofstrasse
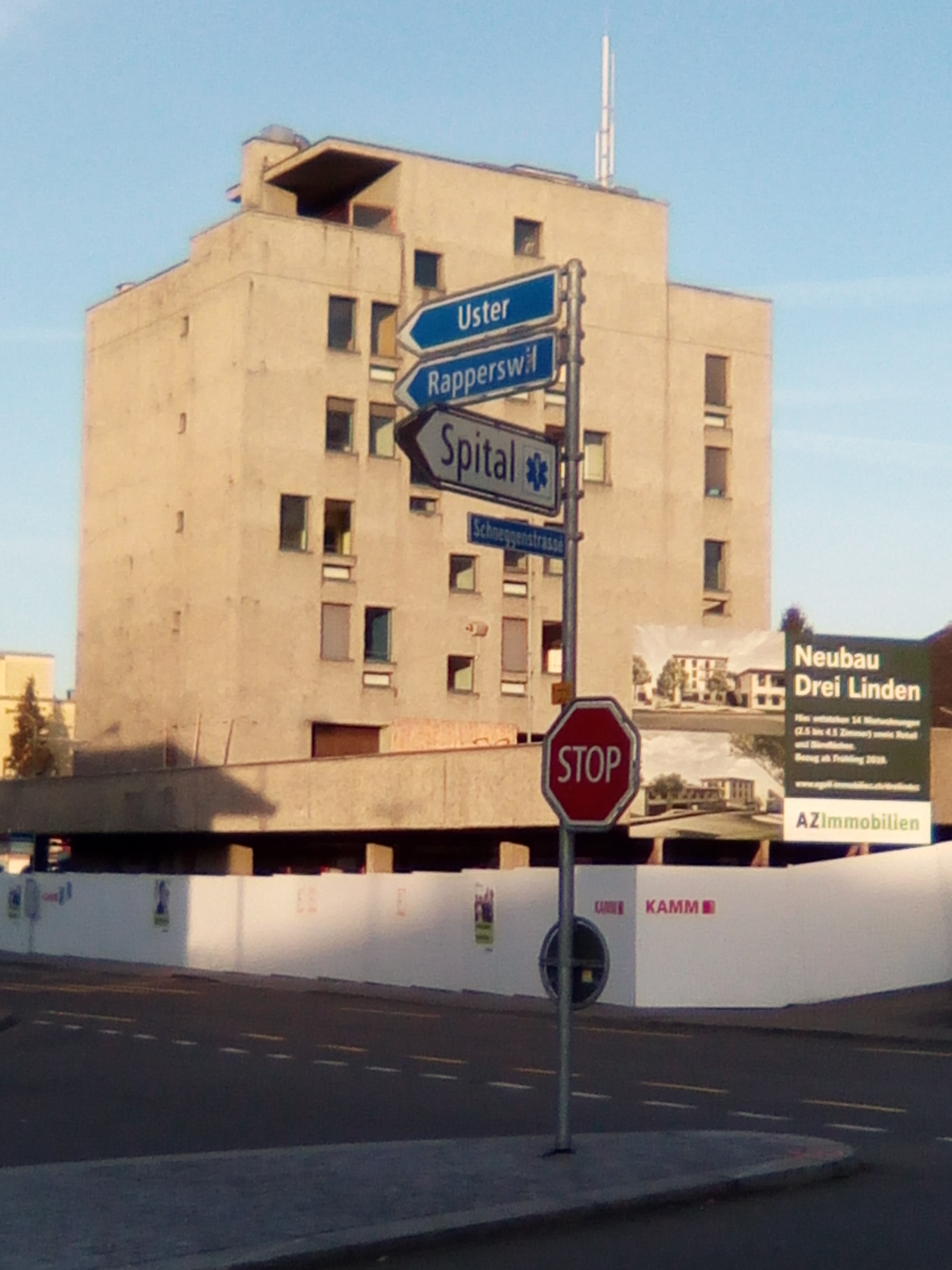
Drei Linden (Altbau) Bahnhofstr. 73
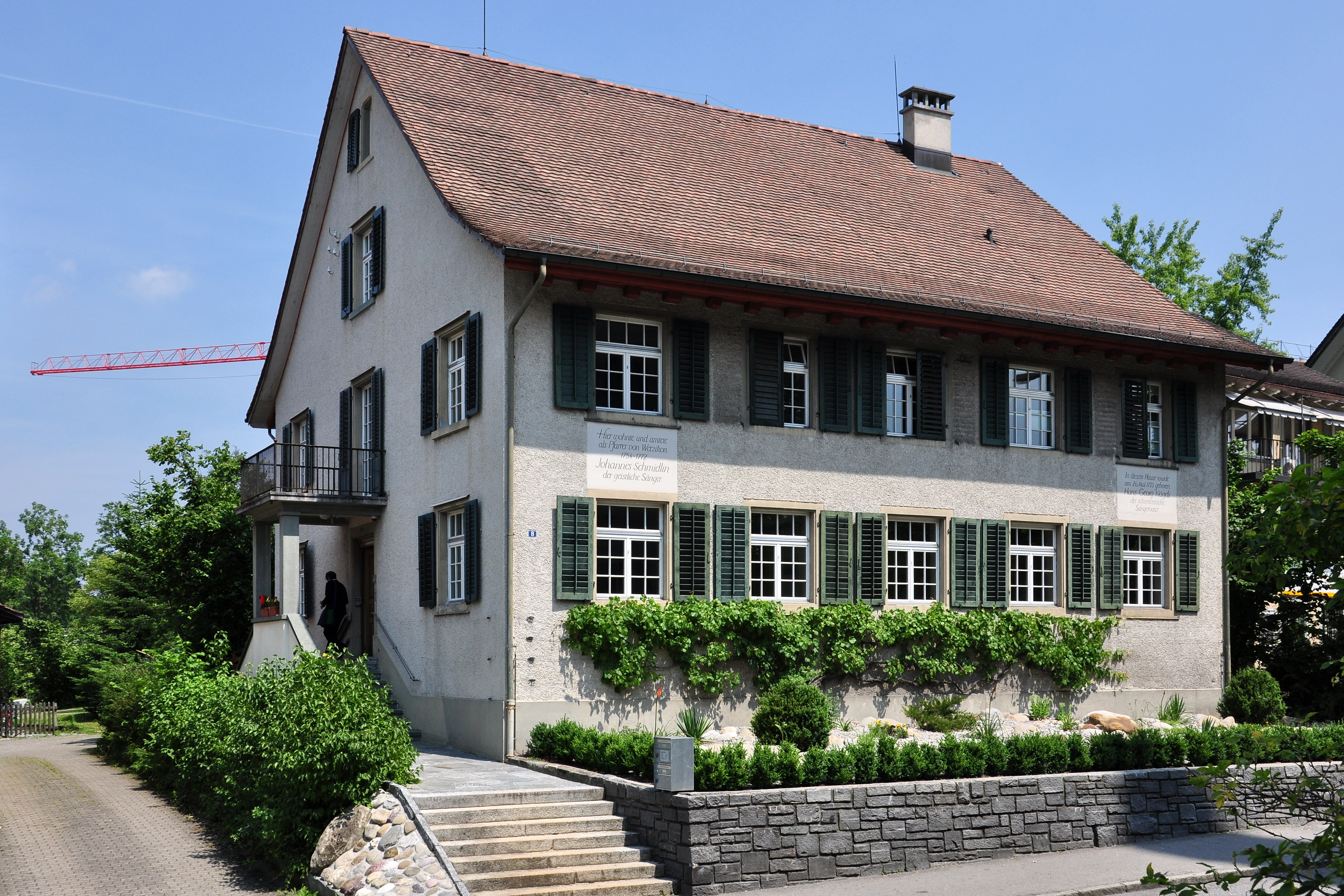
Pfarrhaus Usterstrasse – Geburtshaus Hans Georg Nägeli
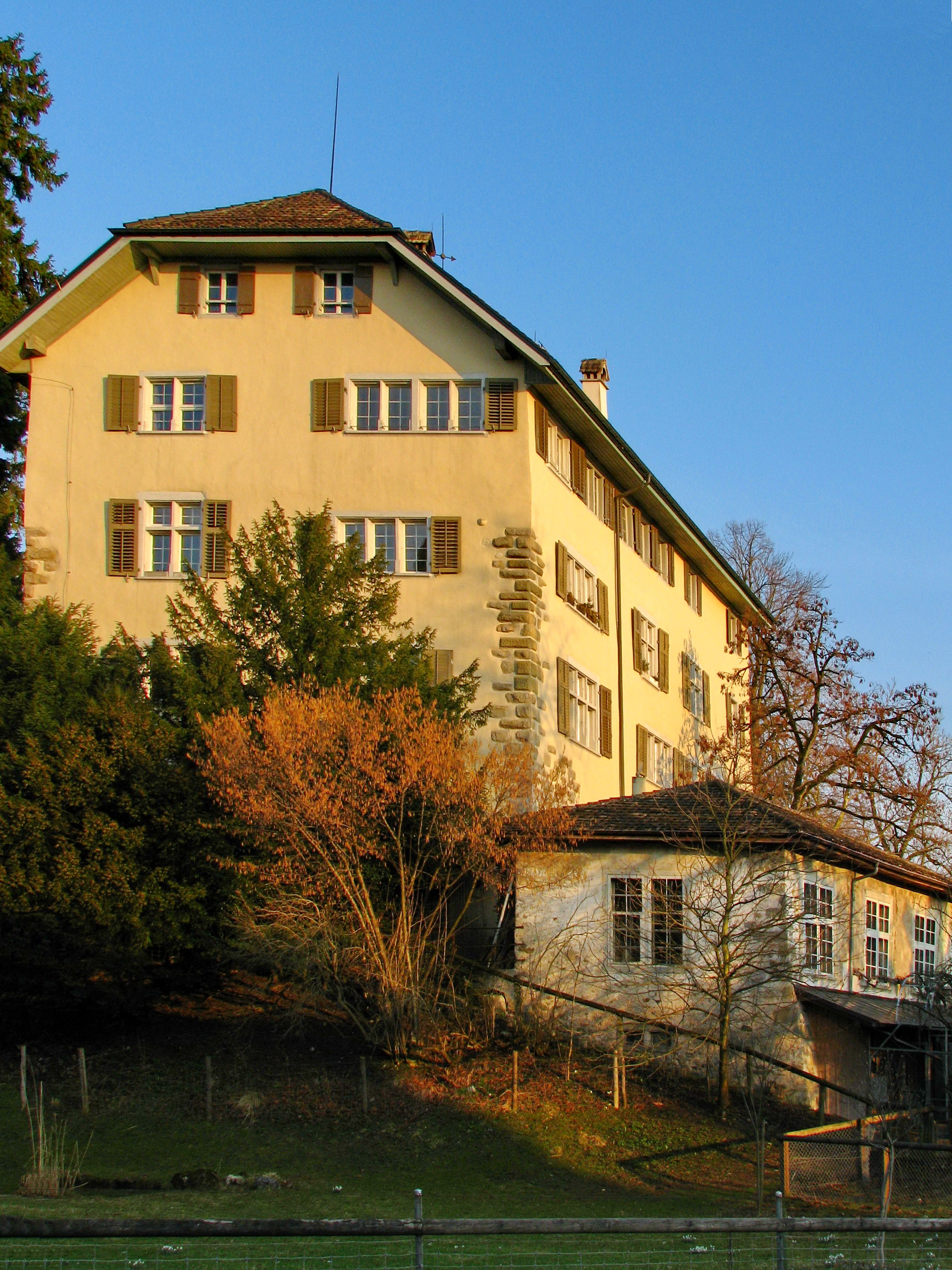
Schloss Wetzikon
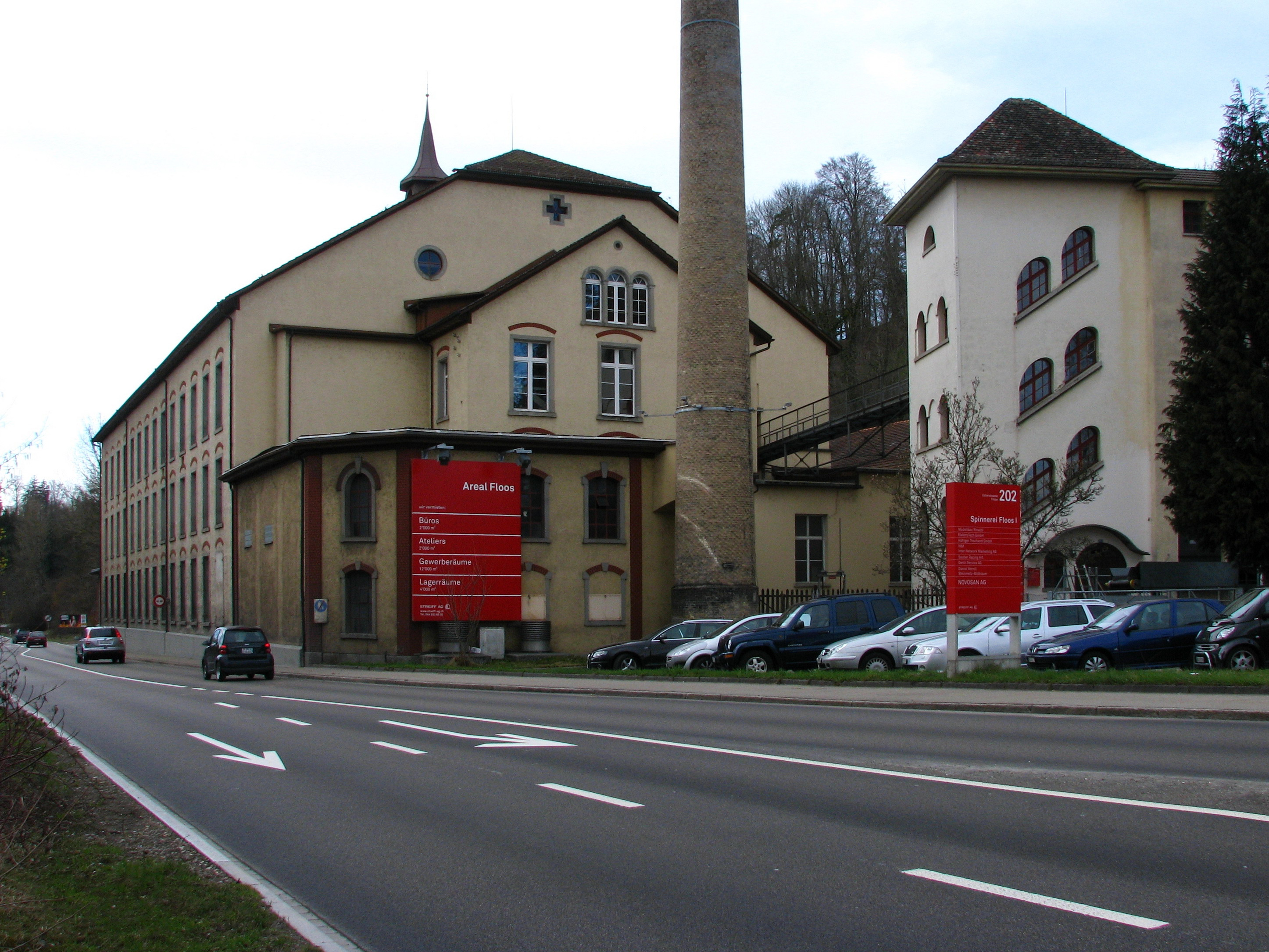
Ehemalige Spinnerei Floos
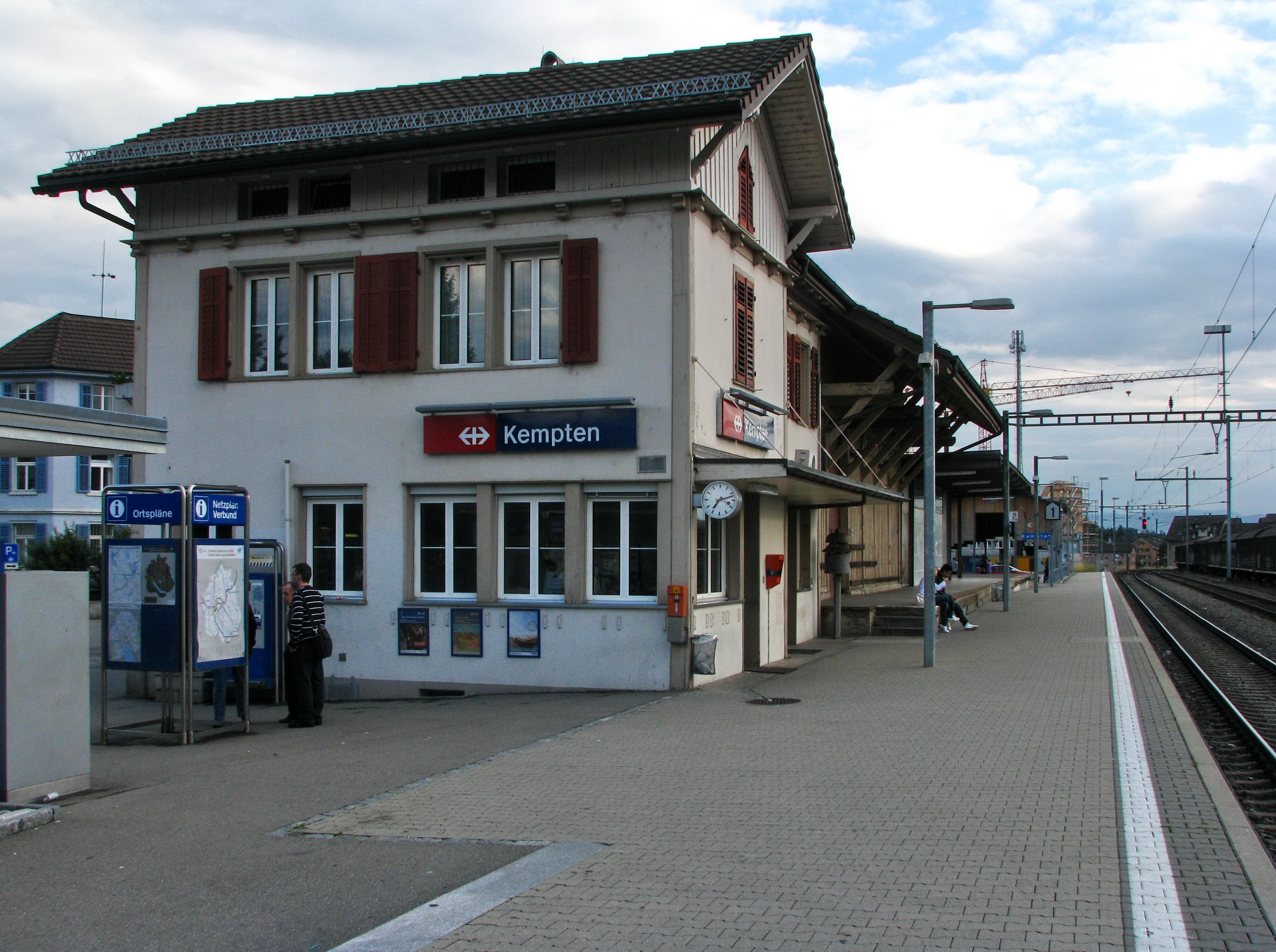
Bahnhof in Kempten
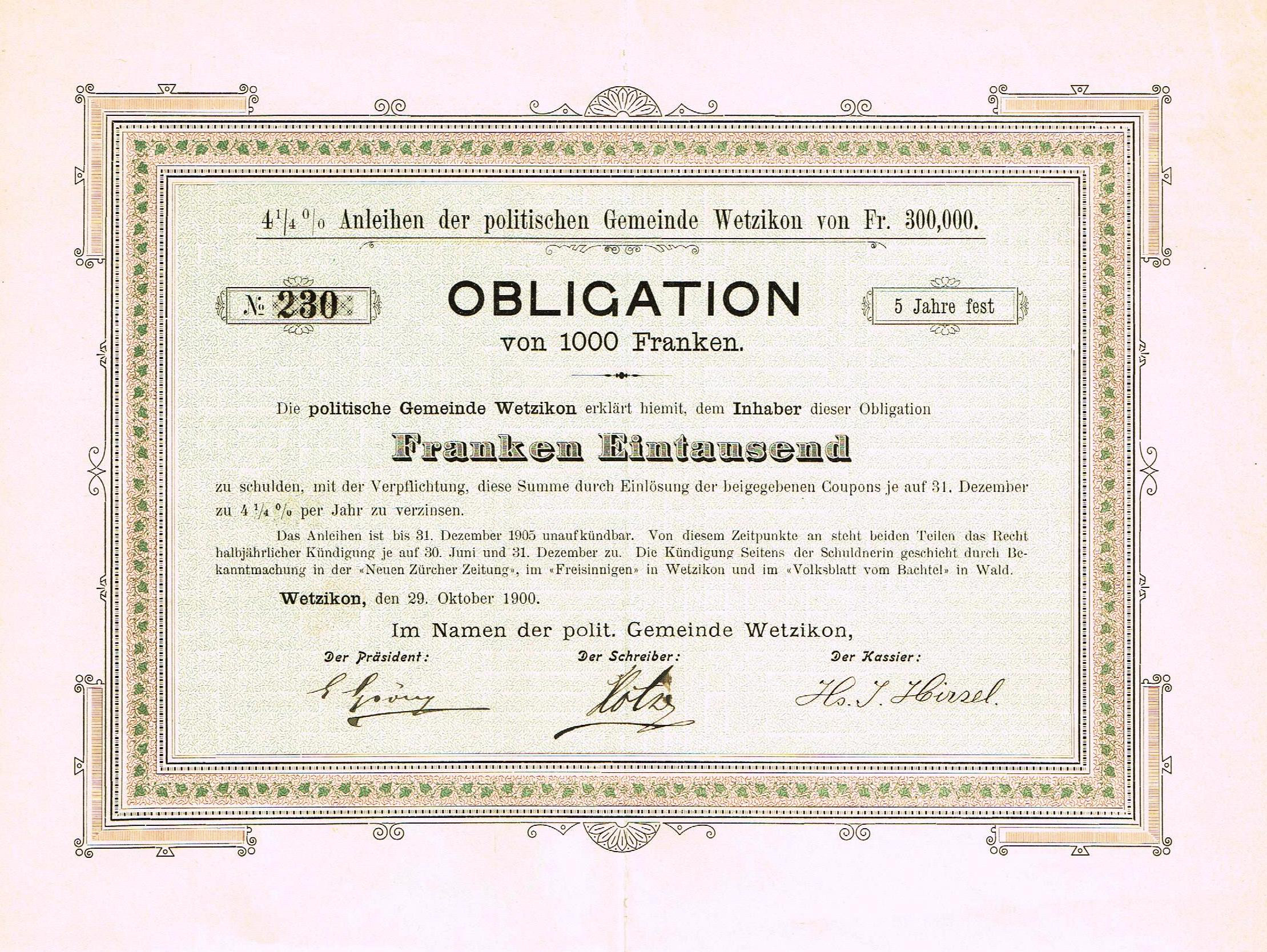
Obligation über 1000 Franken der Gemeinde Wetzikon vom 29. Oktober 1900
Wetzikon aus der Vogelperspektive aus dem Jahr 1946